# Opposition à la corrida
Vous lisez un « bon article » labellisé en 2010.

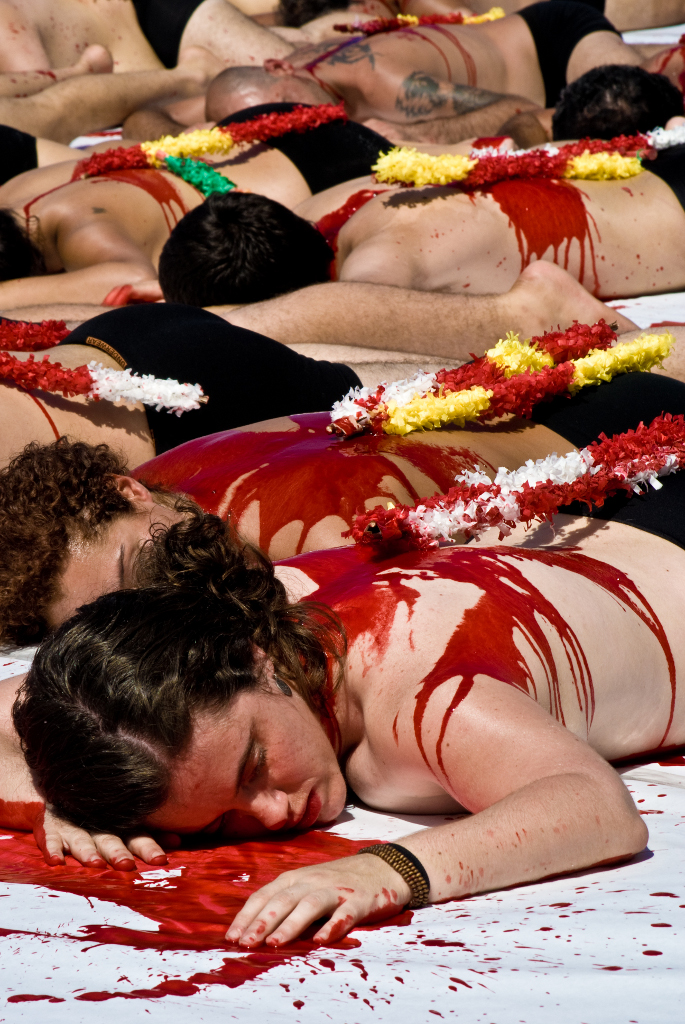
Manifestation contre la corrida à Bilbao, en août 2009.

L’opposition à la corrida regroupe l'ensemble des critiques formulées contre celle-ci. Il peut s'agir de l'opposition militante conduite par les différents mouvements ou associations qui réclament aujourd'hui l'abolition de la corrida, ou n'être qu'un simple désaveu de celle-ci. Cette opposition est d'ordre éthique et porte sur les souffrances et l'agonie du taureau, mis à mort au terme d'un spectacle jugé barbare par beaucoup,, voire sadique par certains,,, avec l'utilisation particulièrement destructrice des piques puis, à un moindre degré, des banderilles.
Le sort des chevaux est moins critiqué aujourd'hui, depuis l'introduction d'un caparaçon protecteur en 1928, qui a considérablement réduit la fréquence des éventrations. D'autres mises en cause ont d'autre part été émises par des autorités religieuses. Le fait que l'argent public collecté au travers des impôts serve à subventionner une activité considérée par beaucoup comme moralement répréhensible a également fait l'objet de critiques (critiques résumées par l'expression « no con mi dinero », « pas avec mon argent »).
L'opposition à la tauromachie en général, puis à la corrida, est ancienne et fut autrefois justifiée par le risque pris par le torero plutôt que par les souffrances de l'animal. Au cours des dernières décennies, le débat oppose plutôt les sévices infligés à l'animal à la forme d'art traditionnel dont se réclame la corrida, débat résumé par le slogan de certains opposants : « la tortura no es cultura » (« la torture n'est pas de la culture »). Des tentatives ont récemment vu le jour pour essayer de mieux mesurer objectivement les dommages physiques infligés aux taureaux, ainsi que la souffrance qu'ils peuvent ressentir.
En écho à la baisse d'intérêt pour la tauromachie, un certain nombre de décisions touchant à la corrida ont été prises récemment : vote, le 28 juillet 2010, de l'interdiction de la corrida en Catalogne, avec entrée en vigueur à compter de janvier 2012, décision annulée le 20 octobre 2016 comme portant atteinte aux compétences de l’État espagnol. La décision prise par la télévision nationale espagnole, depuis octobre 2008, d'arrêter les retransmissions en direct de corridas, a été annulée depuis février 2012.

## Arguments éthiques, religieux et culturels

### Dommages physiques constatés sur le taureau
La corrida est considérée par beaucoup de ses détracteurs comme un spectacle barbare et cruel à l'origine d'une grande souffrance chez l'animal, au cours des différentes phases de la corrida : le tercio de pique, tout d'abord, puis le tercio de banderilles, et enfin le tercio de mise à mort.

#### Piques

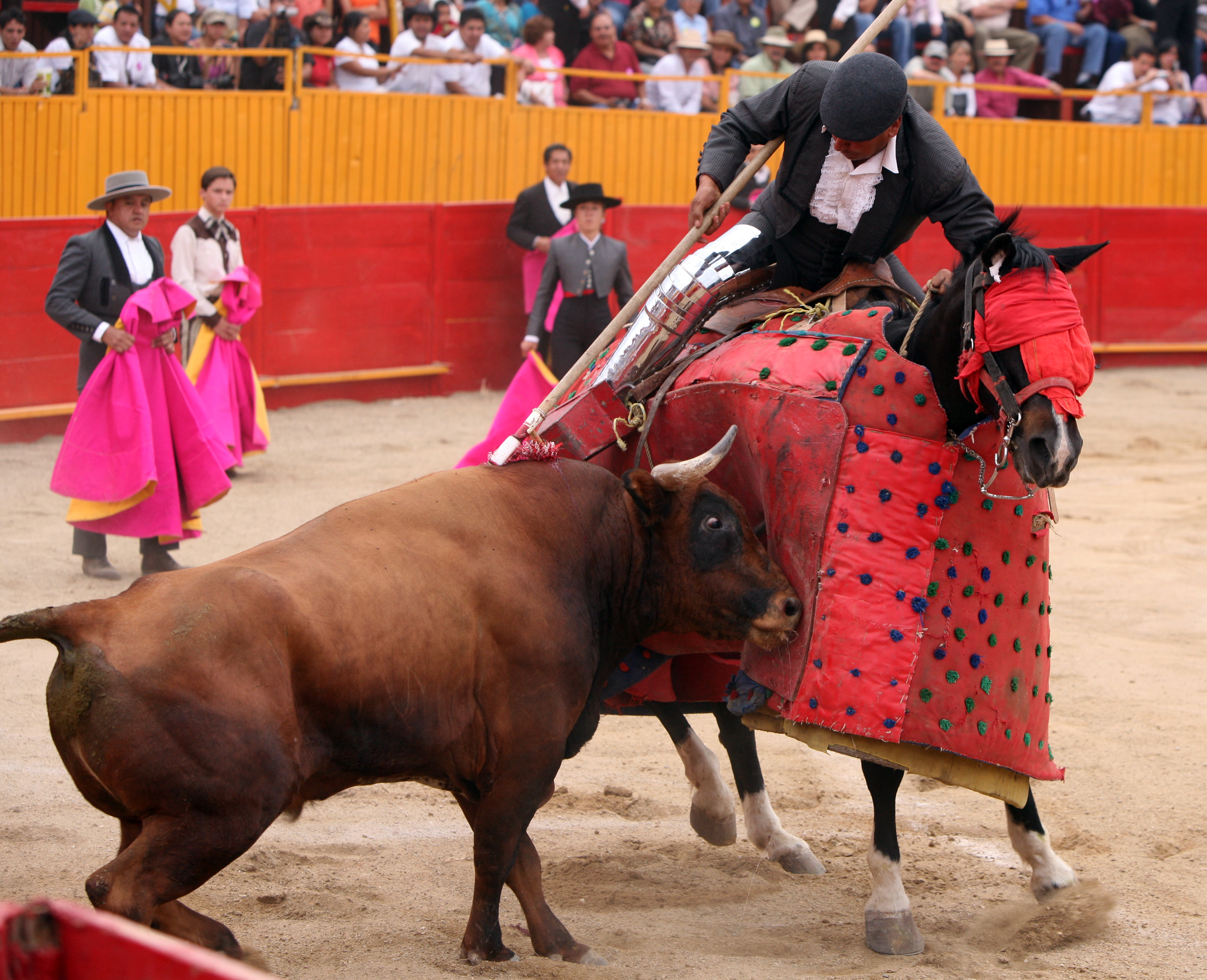
Picador à Mexico. On distingue les étriers de métal, donnés comme responsables des fissures ou fractures du crâne constatées chez 60 % des taureaux après une corrida.

Les buts du premier tercio, le tercio de pique, sont multiples : il s'agit « d'évaluer la bravoure du taureau », et de lui faire baisser la tête (le faire « humiliar ») pour faciliter le troisième tercio et l'estocade en blessant les muscles qui soutiennent son cou, situés dans le morillo (également orthographié morrillo dans la graphie espagnole). Mais il s'agit aussi d'affaiblir le taureau, par un « châtiment » suffisant, de manière qu'il soit toréable. Selon Elisabeth Hardouin-Fugier en effet, « tout l'art du picador consiste à affaiblir le taureau sans le tuer ».
Selon les canons de la tauromachie, l'endroit idéal pour planter la pique du picador est le morrillo, zone située entre la 4e et la 6e vertèbre cervicale qui comporte une grande masse musculaire responsable des mouvements d’extension de la tête. La pénétration de l'arme dans le corps de l'animal est limitée en principe à 8,7 cm – c'est la longueur totale de la pointe de la pique – par la présence sur celle-ci d'un croisillon d'arrêt, la cruceta.
Selon la présentation effectuée par le vétérinaire José Enrique Zaldívar, opposant à la corrida, devant le parlement catalan, le 4 mars 2010, dans le cadre des auditions ayant abouti à la suppression de la corrida en Catalogne, la théorie n'est « presque jamais » respectée, comme l'ont montré de nombreuses études anatomo-pathologiques réalisées sur des taureaux toréés :
- dans 70 % des cas étudiés, les piques sont plantées beaucoup plus bas qu'elles ne devraient l'être (c'est-à-dire en arrière du morrillo), affectant plus de 20 muscles qui contrôlent directement tout le tiers antérieur du corps de l'animal[13] ;
- des veines, artères, nerfs et ligaments importants sont sectionnés au passage, faisant de la blessure beaucoup plus qu'une simple atteinte musculaire[13] ;
- la profondeur moyenne des blessures est de 20 cm, bien loin des 8,7 cm théoriques, et certaines peuvent atteindre 30 cm de profondeur[13] ;
- pendant le tercio de pique, le taureau perd son sang en abondance, de façon variable selon les blessures infligées. La perte de sang due à cette partie de la corrida est comprise entre 8 % et 18 % du sang total contenu dans le corps de l'animal[13].

Plusieurs caractéristiques techniques, conformes au règlement, permettent d'infliger ces dommages au taureau. Ainsi, la pointe de la pique, la puya, n'est pas conique, mais en forme de pyramide à trois arêtes acérées,, qui coupent le muscle là où un cône écarterait les fibres musculaires. Le règlement prévoit également que la hampe de la pique présente un alabeo, une torsion vers le bas, qui permet d'attaquer le taureau sous un meilleur angle, plus plongeant,.
D'autre part, même s'il s'agit de pratiques interdites pour la plupart, les picadors ont recours à plusieurs techniques permettant d'obtenir des blessures plus profondes et plus larges que ne le laisseraient supposer la largeur de la puya et l'existence de la cruceta (« allers et retours », ou encore barrenado, « vrille » : voir plus loin).

#### Banderilles

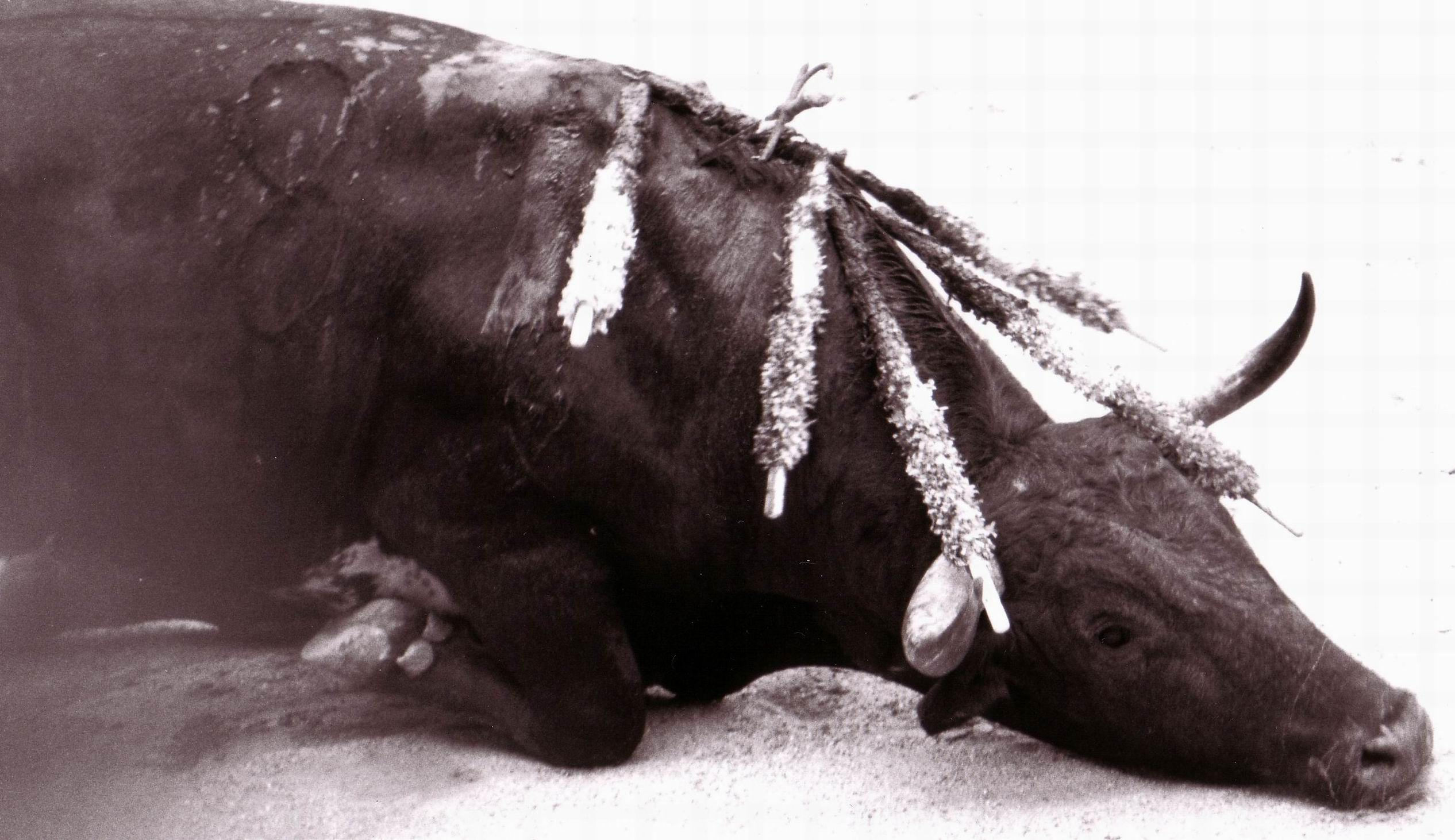
Taureau mort, portant six banderilles.

Six banderilles sont plantées dans le morillo (masse musculaire située à la base du cou). Le harpon d'acier coupant et acéré qui les termine est d'une longueur de 4 cm. Selon les opposants à la corrida, planter les banderilles permettrait d'aggraver les blessures déjà causées par les piques et d'accélérer la perte de sang dans le but de fatiguer progressivement l'animal, car les blessures des banderilles sont regroupées autour du point d'insertion.

#### Estocade

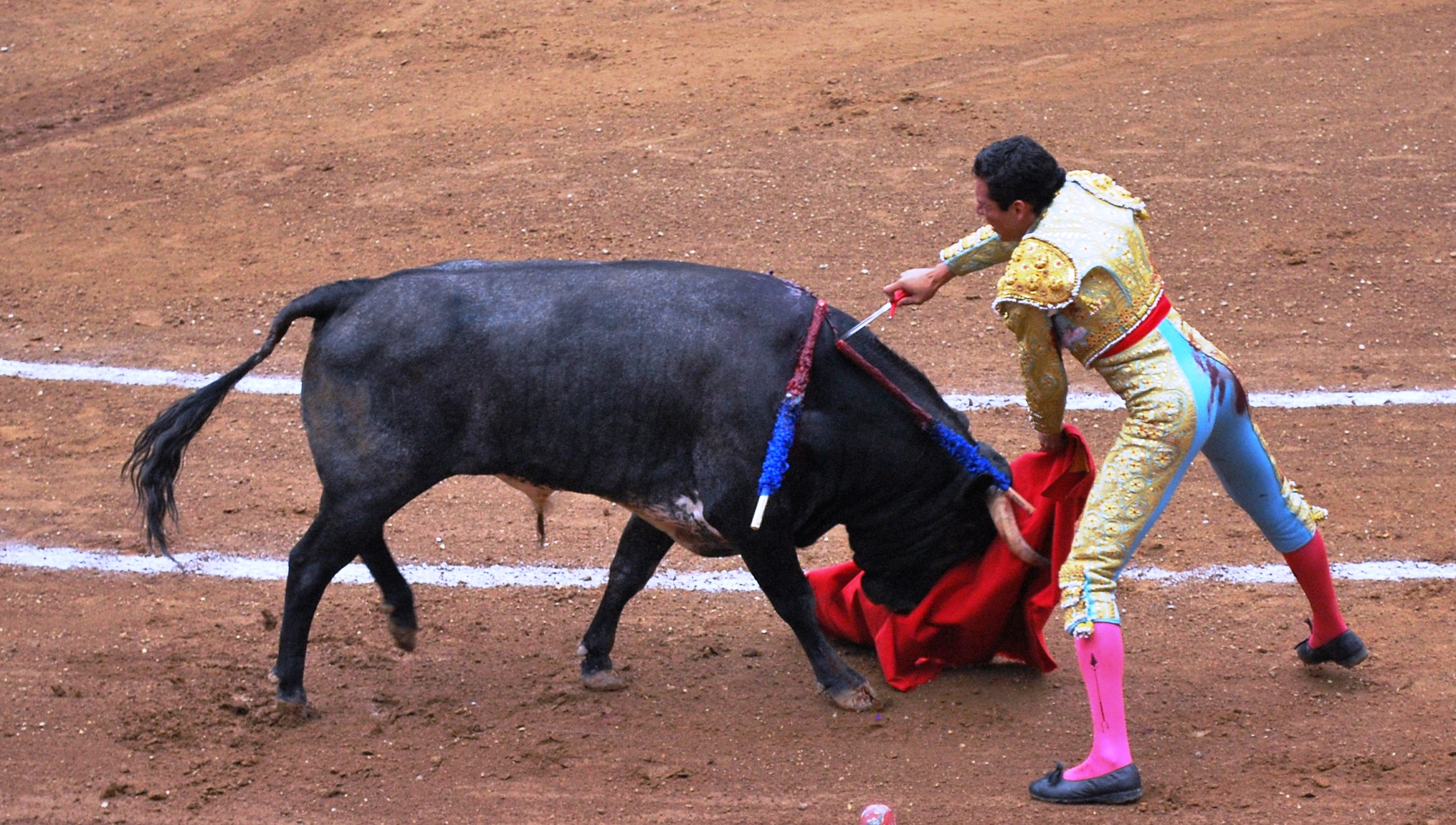
Matador portant l'estocade

L'épée qui sert à l'estocade est une arme recourbée de 80 cm de long ; en principe, elle doit atteindre la veine cave caudale et l’aorte postérieure, situées dans la cage thoracique de l'animal. Dans la réalité, l'arme touche le plus souvent les cordons nerveux proches de la moelle épinière, entraînant une intense difficulté respiratoire chez l'animal. L'épée peut aussi traverser le diaphragme, provoquant la paralysie du nerf phrénique. Dans certains cas même, il a été constaté que c'est le foie et le ventre de l'animal qui étaient touchés.
Selon l'étude de José Enrique Zaldívar, citée plus haut, ce n'est finalement que dans 20 % des cas étudiés (342 animaux tués au cours de 57 corridas) que les estocades ont touché la veine cave caudale.
Lorsqu'elle est correctement réalisée, la mise à mort du taureau par le matador se fait en une seule estocade. Mais il arrive que le matador manque son coup et que la mise à mort nécessite plusieurs estocades, entraînant donc une souffrance répétée. De trop nombreuses tentatives peuvent entraîner une bronca, ou une amende pour le torero s'il n'a pas réussi à tuer le taureau dans le temps imparti.

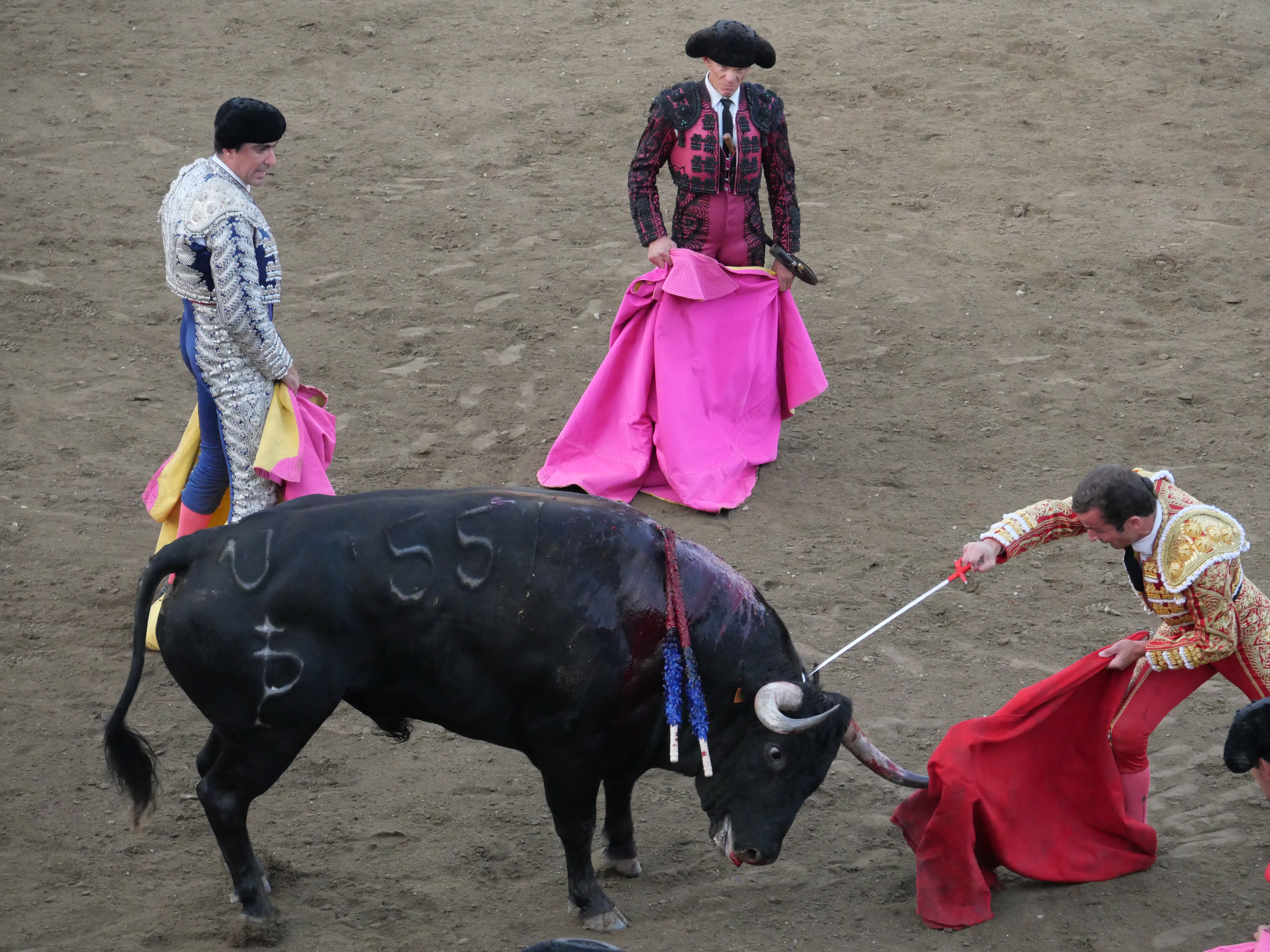
Descabello à Céret de Toros en 2022.

Lorsque l'estocade est inefficace, il peut ensuite être procédé au descabello, avec une épée différente, le verdugo, plantée entre la base du crâne et le début de la colonne vertébrale, au même endroit que celui où le puntillero plantera sa puntilla pour l'achever.
Le taureau peut, dans de rares cas, être gracié pour sa bravoure exceptionnelle, dans l'espoir qu'il fasse un bon reproducteur, sous réserve qu'il survive aux blessures infligées durant le combat,.

#### Coup de grâce et mort

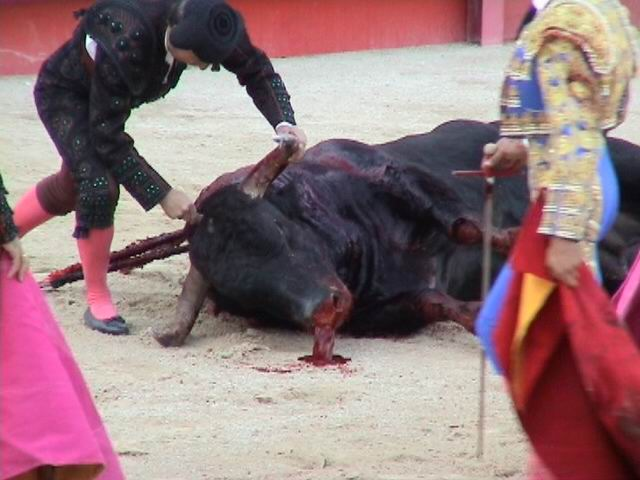
Coup de grâce porté au taureau par un peón, avec la puntilla.

Lors de son intervention devant le parlement de Catalogne, José Enrique Zaldívar a également affirmé que la puntilla utilisée pour achever le taureau ne provoquerait pas une mort instantanée, mais une mort par asphyxie, par la paralysie des mouvements respiratoires entraînant une hypoxie encéphalique. Selon le taxidermiste des arènes de Las Ventas de Madrid, 60 % des taureaux sur lesquels il a travaillé présentent des fissures ou fractures du crâne. Le document présenté précise « qu'un célèbre critique taurin s’est référé à cette blessure comme au « crime de l’étrier du picador » ».

### Études sur le degré de souffrance effectif
José Enrique Zaldívar conteste formellement, comme il l'a déclaré devant le parlement de Catalogne, que, sur des bases médicales, on puisse affirmer (comme l'a déclaré son confrère Juan Carlos Illera) que « grâce à la libération importante d’opiacés endogènes — bêta-endorphine et métenképhaline —, la douleur et le plaisir s’équilibrent », et que donc le taureau ne souffre pas. Il souligne même que, selon certaines études, les endorphines libérées en état de stress n’ont pas de pouvoir analgésique (Harbach et al, 2007).

#### Étude de Juan Carlos Illera sur le stress et les bêta-endorphines
En tout état de cause, le degré de souffrance exact du taureau est un point aujourd'hui controversé, depuis les travaux vétérinaires de Juan Carlos Illera de Portal, qui s'est dit persuadé que le taureau, grâce à son « bouclier hormonal », n'éprouverait que très peu de douleur, puisque son organisme est capable de produire dix fois plus de bêta-endorphines que l'homme. Divers médias se sont d'ailleurs fait l'écho de ces travaux au début de 2007.
Juan Carlos Illera note aussi que c'est pendant son transport et à la sortie du toril que le taureau est le plus stressé. « Cinq minutes après », le stress et la douleur sont ramenés à leur plus bas niveau. Une vache qu'on sort simplement de son étable serait davantage agressée qu'un toro bravo pendant son combat. Selon son opinion, l'organisme du taureau libère pendant le combat un flot de bêta-endorphines, qui annihile le stress et bloque les mécanismes de la douleur en quelques millièmes de secondes. Juan Carlos Illera a d'ailleurs lui-même fait une présentation devant le parlement de Catalogne le 17 mars 2010.

#### Étude de José Enrique Zaldívar

##### Sur les sécrétions hormonales et le niveau de stress
De son côté, José Enrique Zaldívar a publié un « rapport technique vétérinaire » sur la question, aboutissant à une conviction inverse à la théorie soutenue par Juan Carlos Illera. Outre le fait qu'il est difficile de comparer la réponse hormonale du taureau à celle de l'homme faute de disposer d'une population humaine ayant subi les mêmes agressions physiques que les taureaux, José Enrique Zaldívar, s'appuyant sur des mesures hormonales faites sur diverses populations de taureaux de combat, souligne que les taureaux ayant été amenés jusqu'à l'arène sans avoir à combattre présentent des taux d’ACTH et de cortisol très supérieurs à ceux des taureaux ayant combattu (ACTH et cortisol étant les hormones impliquées dans la réponse de tout organisme au stress). Il voit dans cette constatation contraire à la logique le résultat des lésions nerveuses extrêmement importantes causées par les piques et les banderilles, qui privent le taureau d'une réponse hormonale normale, exactement de la même façon que le taux de cortisol de personnes accidentées ayant subi d'importantes lésions de la moelle épinière est extrêmement faible, voire nul, malgré leur stress effectif considérable, simplement parce que leur capacité de réponse hormonale a été détruite par les lésions.

##### Sur les effets des bêta-endorphines
José Enrique Zaldívar nie d'autre part catégoriquement que l'élévation de la quantité de bêta-endorphines dans le sang diminue nécessairement la douleur : en effet, lors d'études séquentielles sur les accouchements, les femmes ayant déclaré avoir le plus souffert sont celles qui présentaient le taux de bêta-endorphines le plus élevé. Le taux de bêta-endorphines très élevé du taureau prouve donc simplement le niveau également très élevé des agressions physiques et psychologiques qu'il a subies, et non le fait qu'il ne souffre pas.
Des vétérinaires américains regroupés au sein de l'association Humane Society Veterinary Medical Association (HSVMA) se sont aussi adressés au parlement de Catalogne, pour contester également les travaux de Juan Carlos Illera.
Enfin, Georges Chapouthier, directeur de recherche au CNRS, a qualifié d'« absurde » l'idée selon laquelle la libération d'endorphines signifierait que le taureau ne souffre pas, alors que les études montrent au contraire que la production d'endorphines est l'indicateur de la souffrance endurée. Il souligne également que l'étude de Juan Carlos Illera de Portal qu'il met ainsi en cause ne fournit aucune indication de la méthodologie utilisée, et que les références à des publications scientifiques en sont absentes.

### Risque pour les chevaux

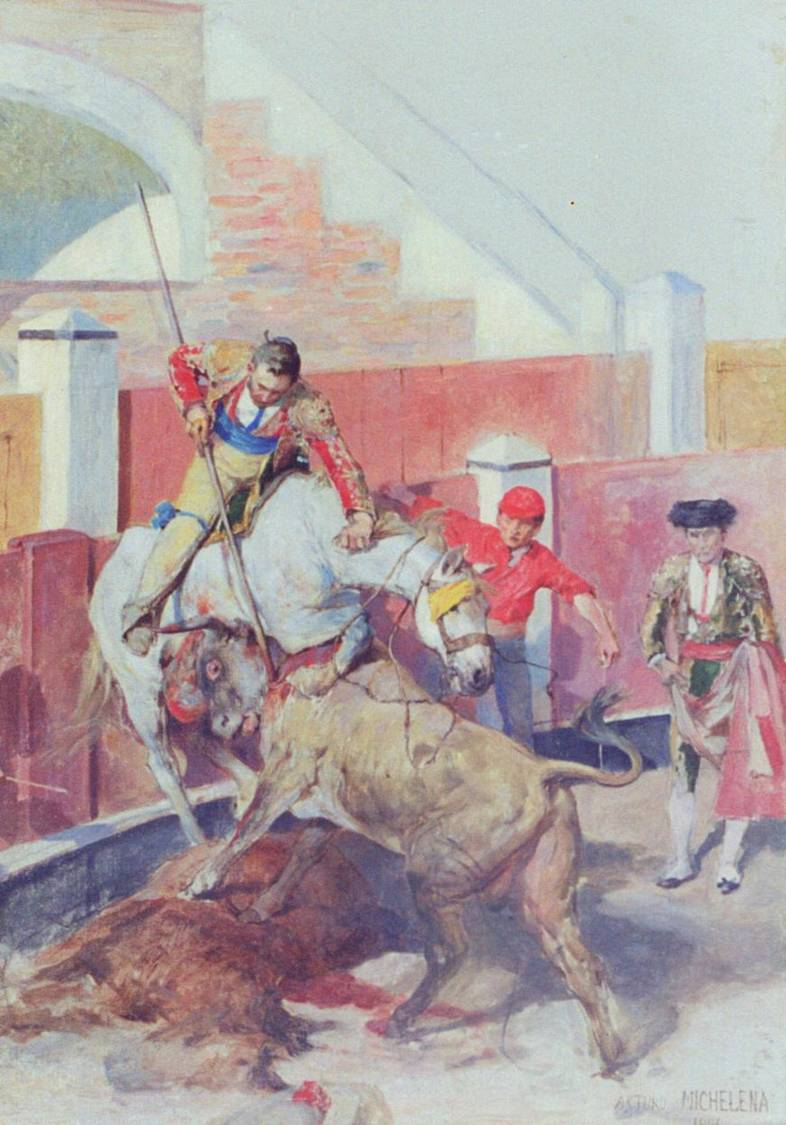
Le Picador con toro y Monosabio (Picador avec toro et monosabio). Taureau encornant le ventre d'un cheval aux yeux bandés. Arturo Michelena, XIXe siècle.

Avant la mise en place de protections pour les chevaux en 1928 lors du tercio de pique, la grande victime des corridas n'était pas le taureau, mais le cheval (voir plus bas). Les blessures ou la mort des chevaux par éventration avaient alors régulièrement lieu au cours de chaque corrida comme le montrent les gravures Le Cheval éventré de La Tauromaquia de Goya, thème repris dans sa Tauromachie par Gustave Doré, puis par Pablo Picasso dans sa Tauromaquia.
Depuis 1928, les chevaux sont obligatoirement protégés par un caparaçon, au départ tablier de cuir, légèrement blindé, couvrant le poitrail, le ventre et le côté droit du cheval pendant la suerte de pique. La protection du cheval passe ainsi progressivement d'un simple tablier de cuir inefficace, tel qu'on en utilisait parfois avant 1928, à une véritable protection en coton matelassé, efficace mais lourde.
Cependant, le règlement national espagnol prévoit aujourd'hui que le caparaçon, le peto, doit avoir un poids maximum total de 30 kilos. La dernière évolution a vu la naissance d'une protection très légère (une vingtaine de kilos) en matériaux synthétiques, kevlar en particulier, et autres fibres utilisées dans la confection de gilets pare-balles. Ce système, mis au point par Alain Bonijol, permet en outre une grande mobilité du cheval et rend au tercio de pique son véritable sens. En outre, le cheval est également protégé au niveau des jambes par des « manchons » (manguitos). Les chevaux, du reste, sont soigneusement choisis, entraînés et ne sont plus depuis longtemps de vieilles bêtes vouées à l'abattoir. Le risque est plus grand pour le cheval du rejoneador qui ne dispose d'aucune protection et ne peut compter que sur l'habileté de son cavalier et la rapidité d'intervention des péons.
Les opposants signalent d'ailleurs des incidents dans les corridas de rejón, telle la mort à Bayonne, à l'été 2001, d'un cheval de Leonardo Hernandez à la suite d'une péritonite provoquée par un coup de corne, ou la grave blessure du cheval Temporal à Tolède, le 14 septembre 2001. Ils dénoncent également la mort des chevaux de picador, malgré leur caparaçon, car certaines parties du corps du cheval restent exposées, telles que le cou et le ventre. Ainsi, selon le site Alliance anticorrida, un grave accident a eu lieu le 24 septembre 2000, à Floirac, provoquant une sortie des intestins, et deux chevaux de picador sont morts ces dernières années à Aire-sur-l'Adour et Mont-de-Marsan, des suites de blessures similaires.
Les opposants à la corrida dénoncent aussi le fait que l'on bande les yeux du cheval, procédé habituel en tauromachie.

### Risque pour les toreros

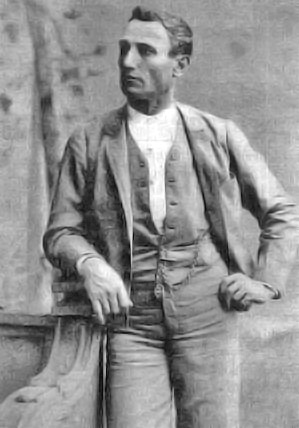
Lagartijo n'est blessé qu'une seule fois, tout en ayant affronté et tué 5000 taureaux (photo noir et blanc de 1893).

Le risque couru par les toreros en général, et par les matadors en particulier est un autre aspect à prendre en compte : à la date de 2010, en plus de 200 ans, de José Candido Esposito en 1771 à Pepe Cáceres en 1987, 58 matadors ont été tués par le taureau qu'ils affrontaient. À ce chiffre, il convient d'ajouter soixante-treize picadors, cent quarante-neuf banderilleros, trois puntilleros, huit rejoneadors, ainsi que cent quatre-vingt-quatre novilleros. Le risque pris par les toreros a d'ailleurs constitué la raison première de l'interdiction des courses de taureaux prononcée par l'Église catholique en 1567 (voir plus loin).
Même si Luis Miguel Dominguín affirmait que la corrida n'offrait pas plus de danger que beaucoup d'autres métiers, ce danger est cependant bien réel : le matador en particulier court surtout le risque d'une cornada, un coup de corne, qui peut l'atteindre aux jambes, aux cuisses, au ventre, voire, dans un cas récent, au visage. Les blessures les plus graves sont fréquemment localisées dans le triangle de Scarpa, avec atteinte à la veine saphène (aine), au cœur ou au rectum ; dans certains cas, le matador peut souffrir de lésions à la moelle épinière, entraînant de graves paralysies (Nimeño II, ou Julio Robles).
Une étude réalisée au Mexique de 1994 à 2004, a montré que les traumatismes aux extrémités supérieures et inférieures étaient les blessures les plus communes (66 % des cas), suivis par les blessures dans les régions inguinale (l'aine et la partie basse de l'abdomen) (8 %) et péritonéale (7 %). Les blessures aux extrémités comprennent des blessures pénétrantes nécessitant d'être débridées en chirurgie dans 64 % des cas, des dislocations articulaires dans 4 % des cas, des fractures fermées dans 4 % des cas, et des fractures ouvertes dans 1 % des cas.
Les problèmes circulatoires majeurs représentent 5 % des cas étudiés. Les atteintes pénétrantes aux régions inguinale et péritonéale sont associées à des atteintes graves aux veines et artères fémorales, nécessitant dans 33 % des cas une opération chirurgicale réparatrice.
« L'égalité des chances entre l'homme et la bête […] constitue la justification, la seule, du drame taurin » a dit Jean-Pierre Darracq, un auteur taurin connu. De fait, la dramatisation de la mort des toreros pousse à ce rapprochement entre les chances du taureau et celles du matador qui l'affronte. En réalité, l'homme court énormément moins de risques que le taureau, puisqu'en Europe, entre 1950 et 2003, il est mort un matador pour 41 500 taureaux tués dans le même temps. À titre d'exemple, pour l'Espagne uniquement, le Quid 2005 donnait le chiffre de 5 532 taureaux tués dans l'année.

### Prises de position religieuses

#### Opposition de l'Église
L'Église catholique, quant à elle, entretient avec la corrida une relation complexe, et ce depuis plusieurs siècles. Les adversaires de la corrida obtiennent du pape Pie V une bulle « De salute gregis » ordonnant le 1er novembre 1567, au même titre que le duel, que les chrétiens à tous niveaux ne combattent les taureaux sous peine d'excommunication (un chrétien ne peut mettre sa vie en danger que pour Dieu ou son Roi). Ce qui préoccupe Pie V ce n'est pas le sort des taureaux mais celui des hommes.
Le pape suivant, Grégoire XIII transige par une bulle « Exponi Nobis » - 25 août 1575 - en levant les menaces d'excommunication dès l'instant où les jeux taurins se déroulent hors des jours de fêtes religieuses. Il maintient seulement aux deux clergés - séculier et régulier - l'interdiction d'y assister et laisse ce droit aux laïcs.
Son successeur, Sixte V par un « bref » nuper siquidem du 13 avril 1586 rappelle à l'université de Salamanque que les ecclésiastiques ne doivent pas assister aux fêtes taurines.
À la demande de Philippe II, le pape Clément VIII par sa bulle « Suscepti Muneris » du 13 janvier 1596, lève l'interdiction concernant le clergé séculier, le maintien pour le régulier et les jours de fêtes religieuses. Très rapidement cette dernière interdiction fut levée par l'Église d'Espagne.
Pour être complet, signalons un bref d'Innocent XI le 21 juillet 1680 au nonce Mellini pour lui rappeler la bulle de Clément VIII et de demander au « Roi Catholique (...) que si dans l'avenir il se trouve que ces mêmes jeux (de toros) soient données, on prenne consciencieusement des dispositions, au moins pour empêcher que le Peuple ne subisse un quelconque dommage ».
Au XIXe siècle, les évêques de Nîmes se sont élevés contre les courses de taureaux, qui n’avaient alors lieu que dans quelques villes du Midi. En 1863, sur le conseil du Pape Pie IX, Mgr Claude-Henri Plantier adresse à ce sujet une longue lettre à ses diocésains. Il décrit avec indignation le spectacle de l’arène et condamnent les sentiments qui animent les spectateurs, qui se repaissent de la souffrance des taureaux, des chevaux et même des hommes. Son successeur, Mgr Louis Besson, publiait aussi en 1885 une longue instruction pastorale, où il dépeignait en termes émouvants les souffrances endurées par les chevaux et les taureaux, et réclamait avec énergie la suppression de ces spectacles « digne de la barbarie païenne et qui sont la honte de nos mœurs ».
La position de principe de l'Église n’a pas changé. Le secrétaire d’État de Benoît XV, le Cardinal Pietro Gasparri, l’a rappelé dans une lettre adressée à la présidente de la S.P.A. de Toulon (23 octobre 1920) : « Que si (…) la barbarie humaine se retranche encore dans les combats de taureaux , il n’est pas douteux que l’Église continue à condamner hautement, ainsi qu’elle l’a fait par le passé, ces spectacles sanglants et honteux. C’est vous dire aussi combien elle encourage toutes les nobles âmes qui travaillent à effacer cette honte et approuve de grand cœur toutes les œuvres établies dans ce but et dirigeant leurs efforts à développer, dans nos pays civilisés, le sentiment de la pitié envers les animaux. »
Loin de disparaître, les courses de taureaux se sont largement répandues dans le pays au cours du XXe siècle ; et entre les deux guerres, de nombreux évêques ont mis en garde leurs diocésains contre ces spectacles : les évêques d’Agen, de Limoges, Quimper, Autun, Sées, et les archevêques d’Auch et de Paris. Ce dernier, le Cardinal Louis-Ernest Dubois, concluait ainsi son propos au sujet de la tauromachie : « Il n’est pas douteux que les catholiques doivent s’abstenir d’assister à ces spectacles essentiellement cruels. »
L'Église catholique romaine a souvent adopté vis-à-vis de la corrida le point de vue du respect de la Création. Ainsi, dans le Catéchisme de l'Église catholique promulguée en 1992, l'Église invoque la version catéchétique du septième commandement du Décalogue – « Le bien d’autrui tu ne prendras, ni retiendras injustement. » – pour estimer, dans une sous-section « Le respect de l'intégrité de la création » au sein de l'interprétation du septième commandement, que « la domination accordée par le Créateur à l'homme sur les êtres inanimés et les autres vivants n'est pas absolue ; elle est mesurée par le souci de la qualité de la vie du prochain, y compris des générations à venir ; elle exige un respect religieux de l'intégrité de la création ». Et ajouter : « Il est contraire à la dignité humaine de faire souffrir inutilement les animaux et de gaspiller leurs vies ». Mais le Catéchisme ne mentionne pas explicitement les courses de taureaux suivies de mise à mort dans sa condamnation.

#### Opposition du bouddhisme et du parti Shas
Certains responsables (comme le Dalai Lama), certains mouvements religieux (comme les rabbins du parti Shas) se sont exprimés pour condamner la corrida, voire l'interdire à leurs fidèles.

### Corrida et machisme

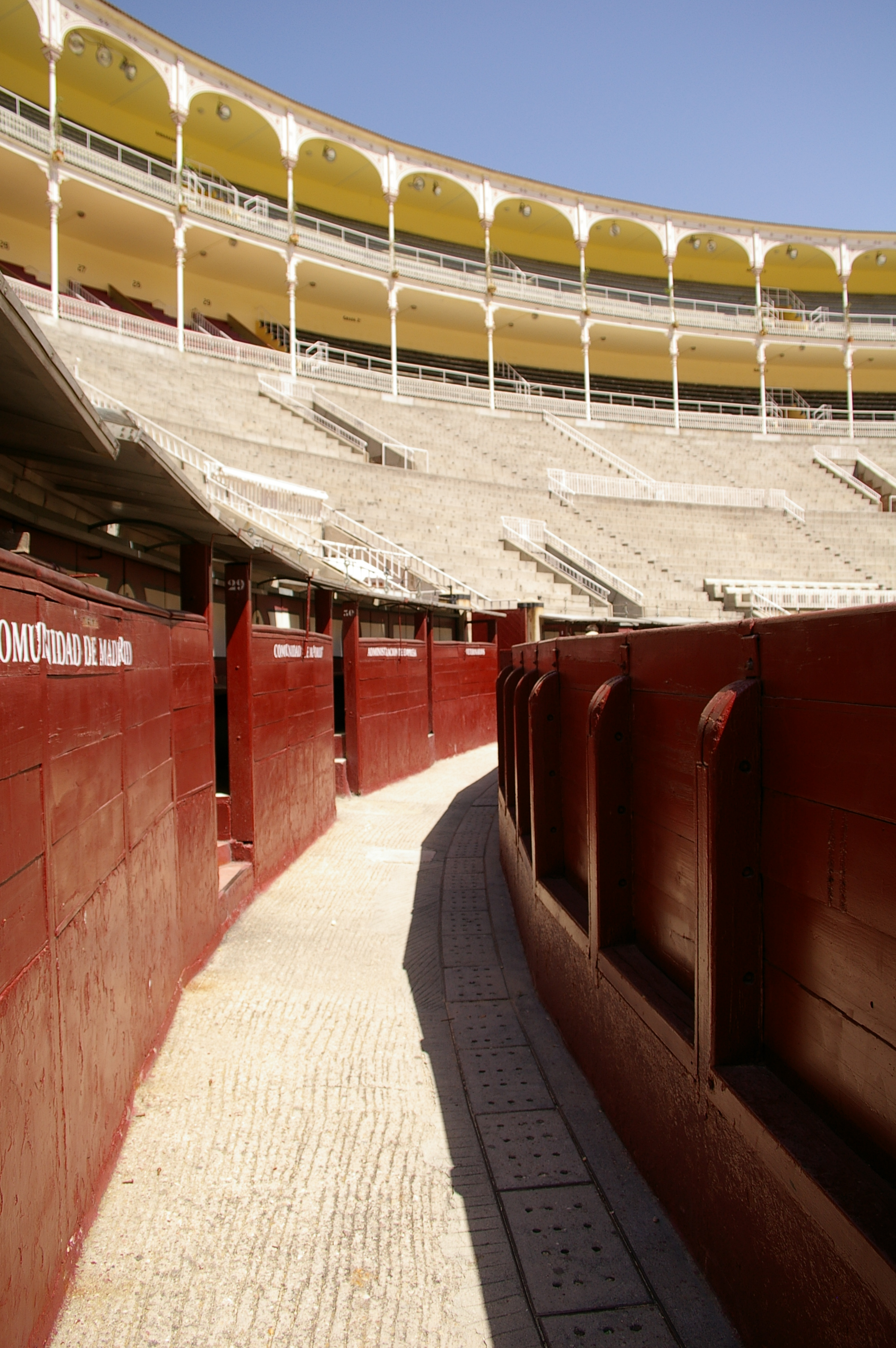
Callejón des arènes de Las Ventas, à Madrid.

Il existe une critique du caractère machiste qu’aurait la corrida, en particulier par l'exclusion des femmes de cette pratique autrefois réservée aux hommes. À l'époque de la dictature franquiste en particulier, l'accès au callejón était strictement interdit à toute représentante du sexe féminin. On a parlé ainsi du « machisme cruel de la corrida » qui avait marqué l'éducation du jeune Picasso, initié par son père à la corrida « dès qu'il sut marcher », et par admiration de laquelle son père prêtait un halo d'héroïsme à ceux qui infligent la douleur, non sans un certain penchant sadique parfois évoqué.
Il faut toutefois rappeler que les interdictions de l’époque franquiste étaient faites dans un contexte politique traditionnel et conservateur qui adoptait des positions analogues, par exemple, sur la contraception et le divorce ; il faut également rappeler que l’exclusion des femmes de cette pratique n’existe plus en Espagne où plusieurs femmes ont pris l’alternative (la dernière en date, Sandra Moscoso le 19 septembre 2010).

### Mort proposée en spectacle
Une critique essentielle de la corrida faite par ses opposants porte sur la présence d'un public. Une chose serait de tuer un bovidé, rapidement et sans souffrance, dans le lieu clos d'un abattoir ; autre chose serait de mettre en scène la mort et les souffrances de l'animal, présentées comme une manifestation « artistique », terme derrière lequel se cache la réalité de la mort proposée en spectacle.
En Espagne, lors des présentations de 2010 au Parlement de Catalogne, Kenneth Shapiro (psychologue américain impliqué dans ce domaine) a écrit aux membres du parlement une lettre où il met en avant « le solide faisceau de résultats reliant maltraitance animale et violence envers les humains », et en particulier « un ensemble significatif de recherches [qui] démontre que la maltraitance animale est étroitement reliée à la violence conjugale, aux mauvais traitements envers les enfants, et à d'autres formes de violences interpersonnelles ». Il faut toutefois rappeler que ces études concernent des violences faites à des animaux par des particuliers, dans le cadre de leur vie de tous les jours. Il n’est pas démontré que des « violences » faites dans le cadre ritualisé d’une corrida aient les mêmes conséquences : il n’est pas démontré que les amateurs de corrida ou ses pratiquants seraient plus souvent coupables que les autres de violences conjugales ou de mauvais traitements envers les enfants.

#### Problématique liée aux enfants
C'est notamment la protection des enfants, à qui la corrida proposerait une image banalisée et légitimée de la violence, qui est au cœur de ce débat.

En France, cette question a été reprise dans la proposition de loi n° 2735 présentée le 13 juillet 2010 par la députée Muriel Marland-Militello (voir plus bas), dans le chapitre « Le brouillage des repères », arguant en particulier que : 

« […] en encourageant des cruautés exercées en public, on pervertit l’éthique à transmettre à nos jeunes et c’est notre société tout entière que l’on ébranle […] Sur le plan pédagogique, la corrida fait perdre tout repère à l’enfant. »

Un aspect complémentaire également soulevé, tant par la proposition de loi que par les opposants à la corrida, est l'existence d'écoles de tauromachie où les enfants sont initiés dès l'âge de sept ans, pour apprendre à combattre et à tuer de jeunes taureaux. Faire toréer des enfants de moins de 16 ans constitue d'ailleurs en France une infraction à la législation du travail (Art. L211.11 du code du travail), comme le montrent les décisions judiciaires qui ont suivi les plaintes déposées par l'Alliance Anticorrida concernant El Juli en 1997 (alors âgé de 12 ans) et de Michelito Lagravère en 2008 (alors âgé de 11 ans).
Pour les aficionados cependant, il s'agit d'un faux problème : ainsi le Dr Jean Maler, psychiatre et ancien novillero, écrit que « les plus grands artistes et les plus grands littérateurs qui ont rencontré la corrida s'en sont abreuvés. Il serait dommage, pour ne pas dire cruel, d'en priver les enfants jusqu'à l'âge de 16 ans ».
D'ailleurs, soucieux de ne pas voir le débat sur la protection de l'enfance risquer de tarir à la source le renouvellement du public des corridas, les partisans de la corrida ont obtenu la « participation très active » de l'UNICEF France, associé par exemple à la Feria des enfants de Nîmes, qui a lieu en même temps que la Feria de Pentecôte. Selon André Viard, le président de l'Observatoire national des cultures taurines, en effet, « il s’agit d’éveiller les plus jeunes à nos traditions pour les aimer, les défendre et plus tard les transmettre ». Cependant, par un communiqué du 19 novembre 2010, l'UNICEF France a démenti tout soutien de sa part à la corrida.

#### Retransmissions télévisées
La retransmission des corridas à la télévision est un autre enjeu lié au caractère de spectacle de la corrida.
Elle permet en effet de démultiplier l'audience des corridas, tout en contribuant de façon importante à leur équilibre financier grâce aux droits de retransmission.
Cependant, en France, et dans une certaine mesure en Espagne, les retransmissions télévisées des corridas n'atteignent pas en Europe la densité qu'elles peuvent avoir en Amérique latine. Dans ces deux pays en effet, la question de la violence aux heures d'écoute enfantines a contribué à freiner les retransmissions. Ainsi, à la suite de la demande du CSA en 2005, France 3 Aquitaine a-t-il dû mettre en place une signalétique d'avertissement pour mettre en garde enfants et parents lors de la diffusion du magazine Tercios.
Indépendamment de sa violence, quelques éléments sont d'autre part susceptibles d'expliquer que la corrida n'ait pu prendre place à la télévision en tant que grand spectacle sportif, à l'égal du rugby à XV, du football ou de la Formule 1. C'est tout d'abord le spectacle un peu ridicule, pour certains spectateurs, des toreros engoncés dans leurs costumes désuets. Mais c'est aussi le manque d'intérêt intrinsèque du spectacle qui nuit à son audience, si l'on fait abstraction de sa violence. En effet, à la différence d'autres sports télévisés, il lui manque certains ingrédients nécessaires à captiver l'attention du grand public : ici, pas de « glorieuse incertitude du sport » (en dehors d'un accident tel qu'une cornada reçue par le matador), car l'issue du combat est connue d'avance ; pas non plus d'équipe adverse à laquelle il faudrait disputer la victoire. Enfin le spectacle comporte de nombreux temps morts difficiles à meubler pour le commentateur, avec l'inévitable répétitivité liée aux six taureaux successivement tués chacun au cours de trois tercios.

### Contre-arguments liés à la culture et aux traditions
Aux critiques essentiellement d'ordre éthique soulevées par les opposants de la corrida, ses partisans en opposent d'autres touchant à des aspects bien différents, mêlant tradition, culture, et esthétique. Quelques arguments d'ordre moral ou symbolique sont également évoqués.

#### Traditions hispaniques

##### Culture et art
Selon ses partisans, la corrida est profondément inscrite dans les traditions hispaniques depuis plusieurs siècles. Elle a inspiré de nombreux écrivains et peintres, tant en Espagne qu'en France : des peintres comme Francisco de Goya, Pablo Picasso, Édouard Manet, des écrivains comme Federico García Lorca, Vicente Blasco Ibáñez, Prosper Mérimée, Théophile Gautier, Henry de Montherlant, Jean Cau ou encore, aux États-Unis, Ernest Hemingway, ont tous été inspirés par la corrida, qui donnerait à leurs œuvres une saveur et une couleur particulières, liées à l'esthétique du spectacle.
Le caractère culturel de la corrida a d'autre part été indirectement reconnu en France par la décision de janvier 2011 du ministère de la Culture, critiquée entre autres par les opposants de l'Alliance anti-corrida, d'admettre la tauromachie au patrimoine culturel immatériel de la France.

##### Noblesse du combat et de la mort offerts au taureau
Les aficionados s'accordent pour dire que cette esthétique particulière de la « mise en beauté » de la mort de l'animal, du puissant symbole de la lutte de l'homme face à la bête indomptée sont des caractéristiques dignes d'être prises en compte dans la longue tradition à laquelle se réfère la corrida.
Francis Wolff a formulé cet argument en disant : « ce que nous venons admirer dans la corrida, c'est un animal libre qui défend sa liberté jusqu'à la mort et un homme qui crée de la beauté avec sa propre peur de mourir ». La noblesse de la mort du taureau dans l'arène est ainsi comparée avec la mort sans éclat proposée par les abattoirs.

##### Préservation des races detoroset de leur environnement

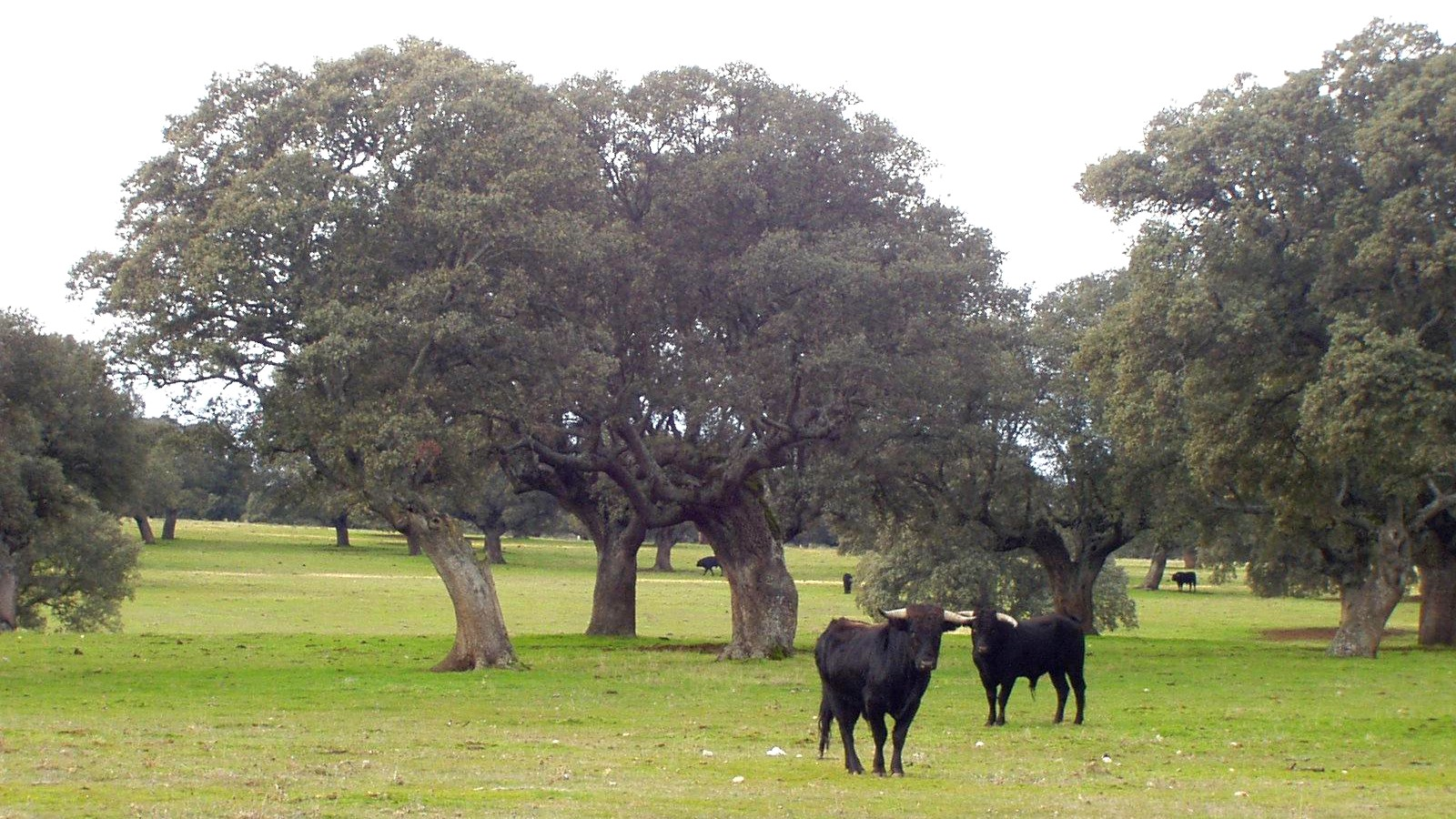
Dehesa, près de Salamanque, offrant aux taureaux de combat des conditions de vie jugées exceptionnelles.

Les partisans de la corrida soulignent également qu'interdire la corrida, c'est condamner les taureaux de combat à disparaître, et donc prendre le risque d'appauvrir une partie du capital génétique de l'espèce. Selon les porte-parole de l'ATPE, « les conditions de vie des toros sont exceptionnelles. Ils vivent pendant 4 ou 5 ans dans un biotope de qualité unique. Si ces propriétés consacrées à l’élevage du toro de combat n’existaient pas, la plupart seraient à l’abandon. Ce sont plus d’un demi-million d’hectares transformés en véritables parcs naturels où la faune et la flore et des milliers d’espèces sont protégées en cohabitant avec le toro. »
Cependant, Élisabeth Hardouin-Fugier remet en cause cette vision idyllique de la vie du taureau de combat : elle cite une statistique réalisée sur les taureaux de dix-sept corridas, du 24 septembre 1987 au 18 septembre 1988, selon laquelle 48 % des taureaux étaient malades. De même, un rapport d'autopsie de Nîmes, datant de février 1995, montre que, sur douze taureaux, quatre seulement étaient exempts de maladie, six ayant une infection parasitaire du foie (dont cinq avec une infection rénale), et un étant atteint d'une tuberculose généralisée.

##### Droits et devoirs
Selon les aficionados, le toro n'a de toutes façons aucun droit. « Ces prétendus droits, affirment les aficionados espagnols, sont en contradiction avec la tradition juridique [de l'Espagne], qui stipule dans ses lois que les droits sont le patrimoine exclusif des hommes ».
Ils se réclament également de Kant lorsqu'il dit : « Nos devoirs envers les animaux constituent des devoirs indirects pour l’humanité ». Ainsi, le toro de combat est applaudi pour sa bravoure et parfois quand il est extraordinaire, on le gracie : mais c'est un devoir de l’afición, pas un droit du toro.

#### Contestation du vote de la Catalogne au nom de la culture
C'est au nom de la gestion au niveau de la nation espagnole des questions touchant à la culture et à la tradition que les aficionados contestent juridiquement la décision du parlement de Catalogne d'interdire la corrida en pays catalan.
En effet, l'adoption par le Parlement catalan, le 28 juillet 2010, d'une disposition interdisant la corrida à compter du 1er janvier 2012, a entraîné le dépôt le jour même d'une proposition de loi par le Parti populaire visant à faire annuler par les Cortes Generales la décision du Parlement catalan : le Parti populaire veut faire déclarer les taureaux « biens d'intérêt culturel » (Bien de Interés Cultural), en s'appuyant sur une analyse juridique déniant aux communautés autonomes espagnoles en général, et à la Catalogne en particulier, le droit de statuer en matière de « défense du patrimoine culturel », de la compétence exclusive de l'État espagnol.

## Histoire de l'opposition à la corrida
L'opposition à la corrida est très ancienne, et a été précédée, avant que la forme qui est la sienne aujourd'hui n'apparaisse au cours du XVIIIe siècle, par une opposition aux courses de taureaux en général.

### Opposition aux courses de taureaux avant leXVIIIesiècle

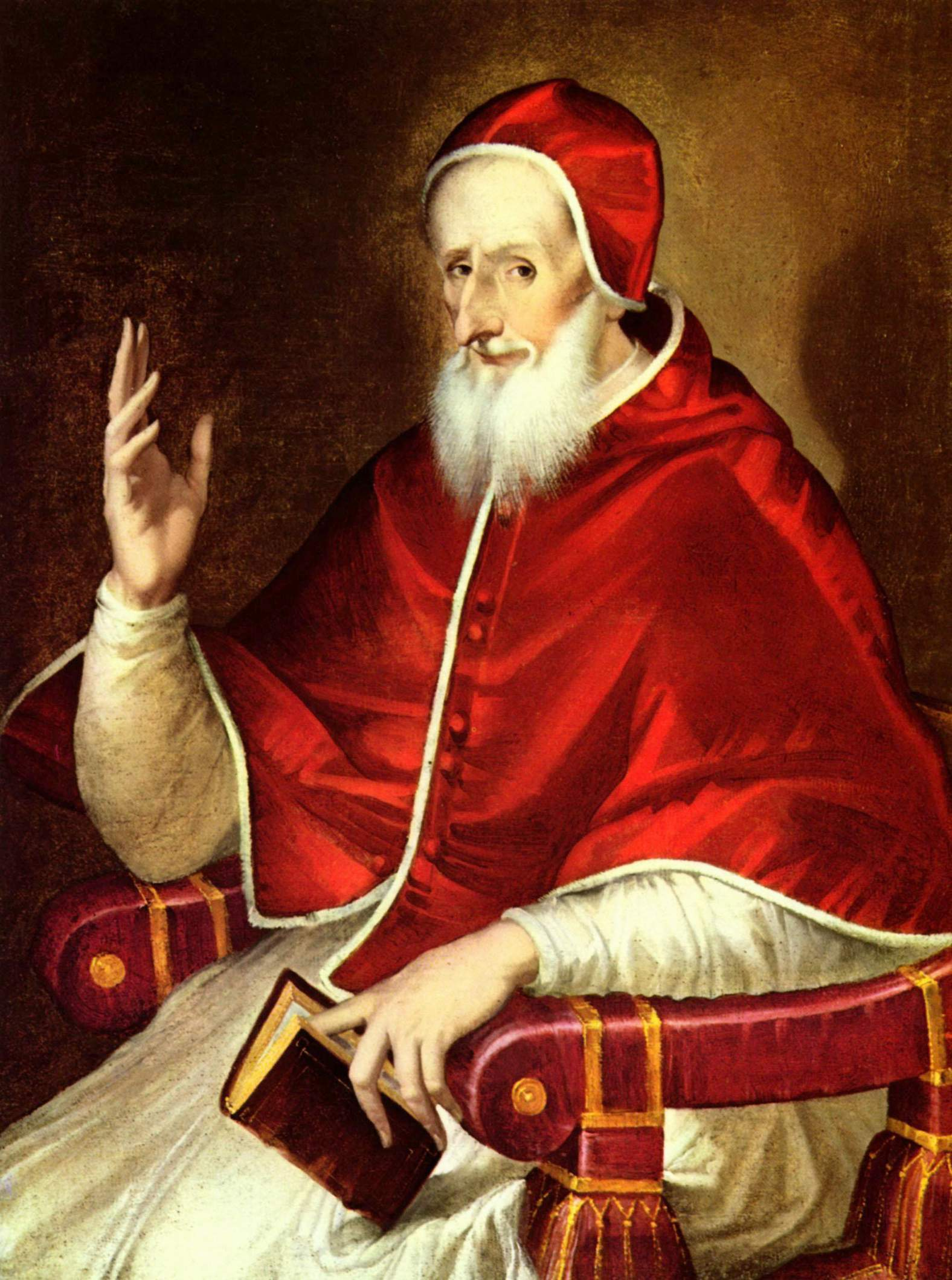
Portrait de Pie V en buste par El Greco.

Avant l'apparition de la corrida sous sa forme actuelle, avec picadors et mise à mort par l'estocade du matador, des jeux taurins de toutes sortes existaient en Europe. En Angleterre, de tels jeux ont lieu dès le XIIIe siècle, et perdurent jusqu'au XIXe siècle. À Rome même, dans les États de la papauté, on introduit au XVIe siècle des jeux taurins inspirés de ceux de l'Espagne ; c'est de cette époque que date la bulle papale De salute gregis Dominici (« Pour le salut du troupeau de Dieu »).
Le 1er novembre 1567, le pape Pie V publie en effet cette bulle, première et plus formelle condamnation de l'Église envers les courses de taureaux espagnoles, qu'elles se déroulent à pied ou à cheval. La bulle interdit aux autorités d’organiser ou de participer à des combats d'animaux cruels ou dégradants, les contrevenants risquant l'excommunication. Le texte demande également aux autorités ecclésiastiques de refuser toute sépulture chrétienne aux contrevenants qui auraient trouvé la mort dans l’arène.
Cependant, si la bulle papale condamne bien « ces sanglants et honteux spectacles dignes des démons » comme « contraires à la piété et à la charité chrétienne », elle y voit une forme de pratique proche du duel, « coutume détestable […] introduite par le démon » et condamnée en vertu d'un décret du Concile de Trente. La cause première du texte est donc d'interdire une activité qui, comme le duel, peut entraîner à la fois « la mort sanglante des corps et la perte des âmes », plutôt que d'éviter aux animaux d'inutiles souffrances.
Quoi qu'il en soit, dès 1575, le pontife suivant, Grégoire XIII, supprime les excommunications et se limite à l'interdiction aux ecclésiastiques d'assister à ces spectacles.
En France, une importante activité taurine se développe dans le Sud du pays au XVIIe siècle, vue d'un assez mauvais œil par l'Église et le roi, qui réprouvent les troubles à l'ordre public qui peuvent en résulter localement. C'est ce qui amène le roi Louis XIII à abolir le 13 décembre 1620 « la coutume de la course de taureau qui se fait en la ville de Bazas » le jour de la Saint-Jean-Baptiste. De même, en 1648, Louis XIV interdit les courses de taureaux à tout le diocèse d'Aire, et cette fois-ci pour toute l'année, et non pour le seul jour de la fête locale. Ces quelques interdictions locales montrent cependant le peu d'ampleur du problème en France à cette époque.

### Opposition à la corrida auXVIIIesiècle
Au XVIIIe siècle, avec les démonstrations publiques de l'estocade moderne mises en scène par Francisco Romero, la corrida trouve peu à peu sa forme actuelle.

#### À travers l'Europe

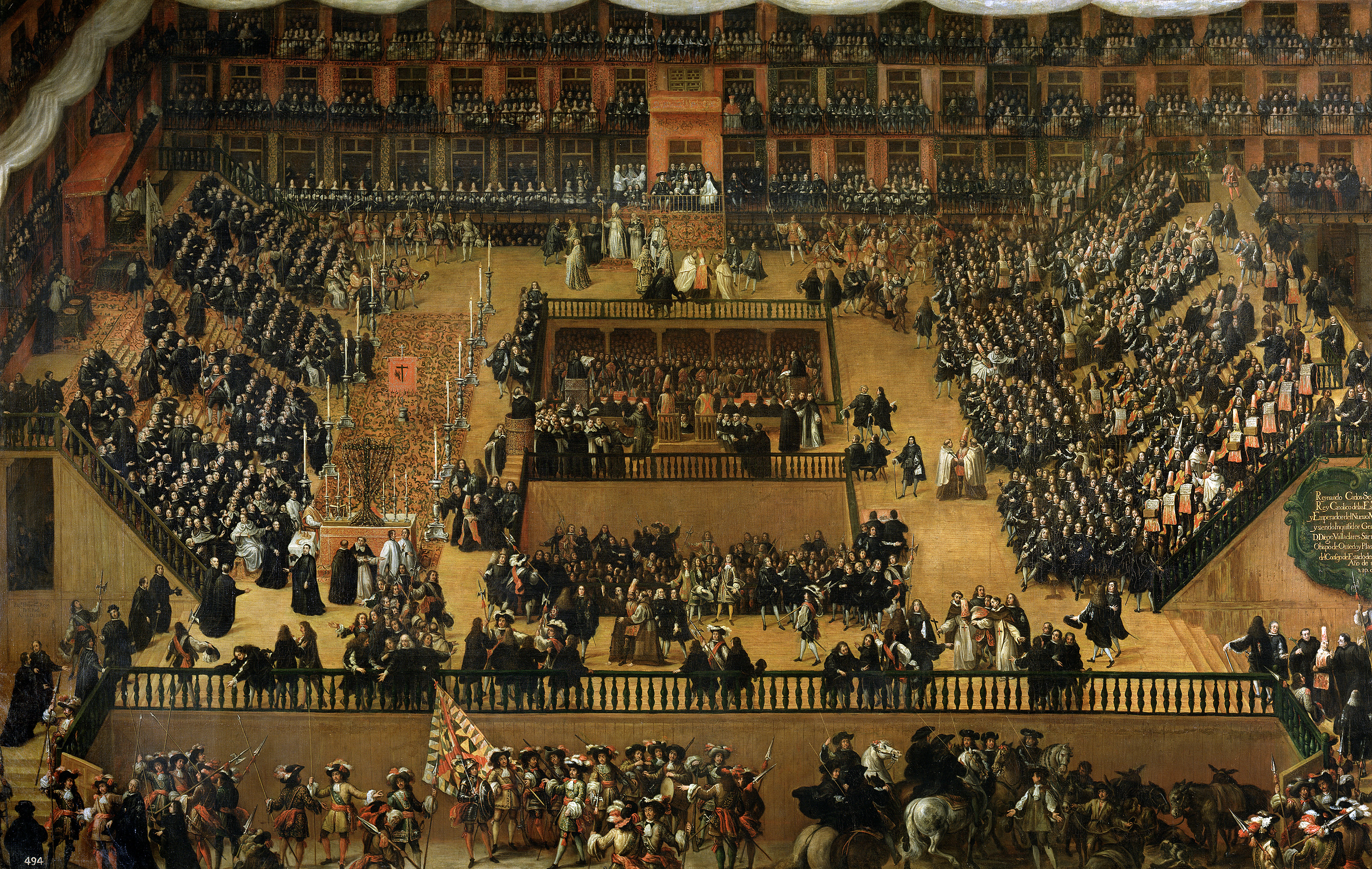
Autodafé sur la Plaza Mayor de Madrid, par Francisco Rizi (1683). En 1789, Jean-François de Bourgoing fait le parallèle entre le spectacle des autodafés et celui des corridas.

Elle rencontre dès ce moment une forte opposition en Europe, au travers des récits et commentaires laissés par les voyageurs de l'époque. L'Allemand Jacob Volkman, dans son Neueste Reisen durch Spanien (Récents voyages à travers l'Espagne) de 1785, parle ainsi d'un « spectacle grossier qui déshonore l'humanité ». William Thomas Beckford écrit, dans son Journal intime au Portugal et en Espagne de 1787, qu'il y voit un « spectacle répugnant », rejoignant l'avis de l'Italien Giuseppe Baretti qui évoque ces « spectacles barbares » dans son Voyage de Londres à Gênes, publié dix ans auparavant, en 1777. En France, le marquis de Langle avait condamné la corrida dès 1784 en disant de cette forme de spectacle : « tout y révolte » (Voyage de Figaro en Espagne). De son côté, Jean-François de Bourgoing, après un séjour de neuf ans à Madrid, publie en 1789 la première édition de son Tableau de l'Espagne moderne, plusieurs fois réédité par la suite, et dresse un parallèle entre les spectacles offerts par les autodafés de l'Inquisition et la corrida, en soulignant que ces deux institutions « tiennent toutes deux à la barbarie » ; « l'une et l'autre ne devraient avoir que des bourreaux pour apologistes, et cependant, une vertu chrétienne sert à l'une et à l'autre de motif et d'excuse ».
Si répandue qu'elle soit, cette réprobation n'est cependant pas universelle : ainsi, dans son État présent de l'Espagne et de la nation espagnole, après avoir noté la barbarie du spectacle en disant « Sans doute on ne peut nier que cette fête ne soit un reste des Maures, ou peut-être de la barbarie romaine », l'Anglais Edward Clarke ajoute-t-il : « Il est un certain degré de férocité nécessaire, en quelque sorte, à la nature humaine. […] il ne faut pas aussi proscrire tout ce qui paraît un peu féroce, pour que les hommes ne deviennent pas sensibles ou faibles comme des femmes. »
En effet, l'Angleterre d'alors était elle-même violente, au moins en ce qui concerne les distractions du bas peuple, qui s'adonnait au spectacle des combats de chiens et des combats de coqs : leur violence est alors considérée par beaucoup d'hommes politiques comme nécessaire pour accoutumer les Britanniques à la vue du sang et forger « le vrai caractère anglais », assimilé à celui du bulldog (the true British bull-dog character).

#### En Espagne même

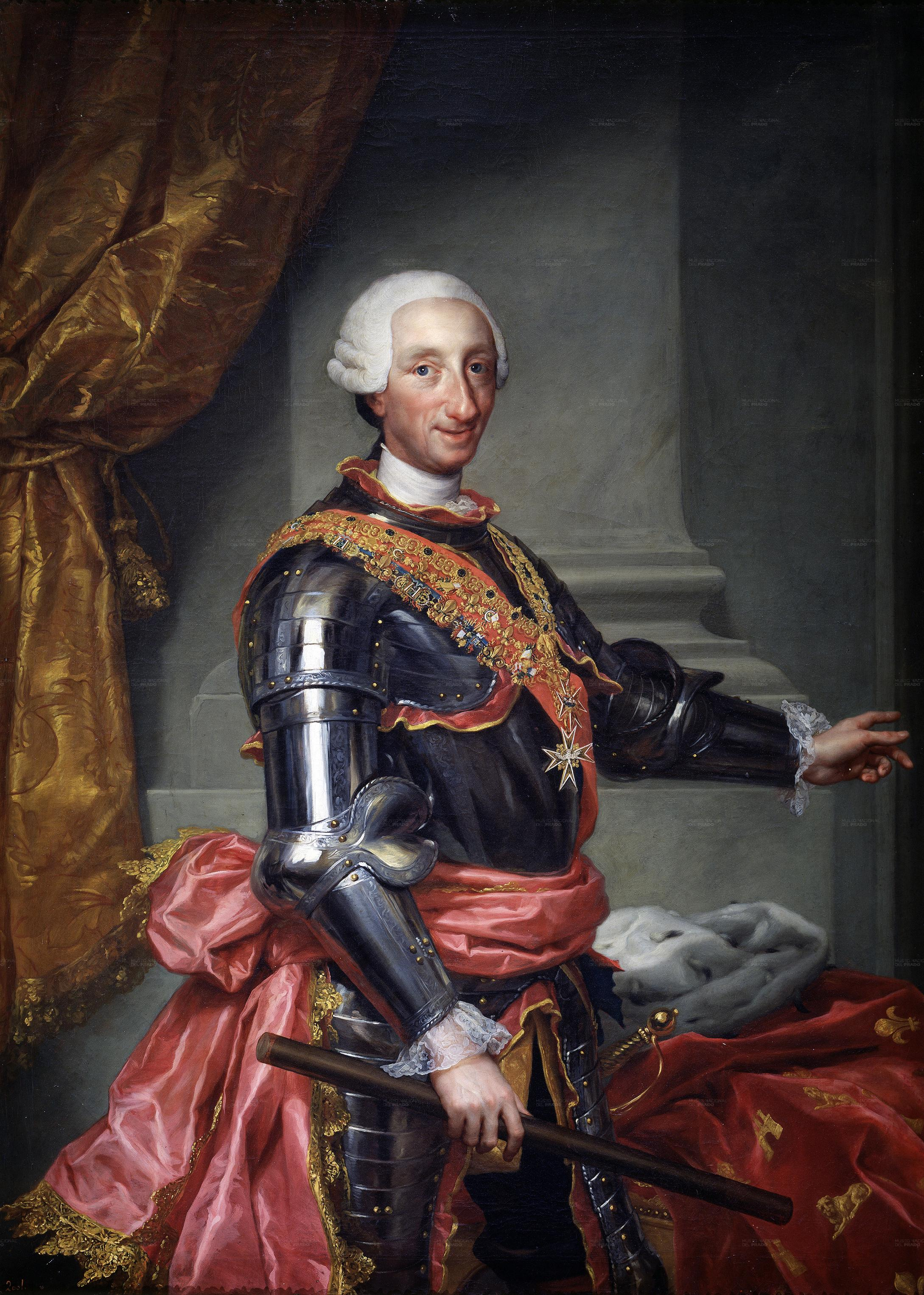
Portrait du roi Charles III, à l'origine de l'interdiction de fin 1785.

Dans le même temps, la corrida connaît en Espagne une grande ferveur populaire, relayée par les grandes séries gravées qui rencontrent un très vif succès commercial, avec certains graveurs comme Juan et Manuel de la Cruz. Vendues comme souvenirs de voyage pittoresques, ces gravures popularisent les toreros les plus célèbres de l'époque, dont elles diffusent le portrait.
L'engouement pour le spectacle offert n'est pas propre aux hommes : certains voyageurs d'alors s'étonnent de voir la « férocité » qui anime également les femmes. Le marquis de Langle note par exemple que « des femmes […] qui jettent des cris à la vue d'un éclair, d'une chenille, d'une souris, d'une sauterelle, assistent à ces combats ; fixent les yeux sur une bête qui souffre, […] et paraissent […] regretter, quand elle expire, qu'elle ne se débatte et ne souffre plus ».
En dépit de cette popularité, trois interdictions partielles – d'ailleurs sans grande conséquence durable – frappent la corrida au cours du XVIIIe siècle : c'est tout d'abord Philippe V qui fait interdire la corrida sur la Plaza Mayor ; c'est ensuite Ferdinand VI qui fait interdire les corridas non destinées à la bienfaisance, c'est-à-dire très peu. Enfin, le 14 novembre 1785, Charles III interdit les corridas dont les profits ne seraient pas versés à des œuvres utiles et pieuses ; cette dernière mesure se traduit, plus encore que les précédentes, par une mainmise accrue du pouvoir central sur les corridas et leurs profits, entraînant une interruption de sept ans à Séville (jusqu'en 1792) et en province, au bénéfice des arènes de Madrid.

### Opposition auXIXesiècle

#### Visions d'une Espagne romantique

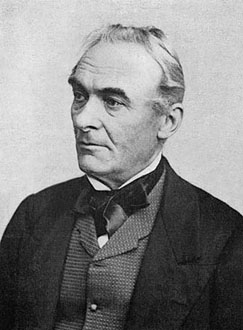
Prosper Mérimée. Auteur de Carmen et ami de l'impératrice Eugénie, il est l'ambassadeur de la corrida en France.

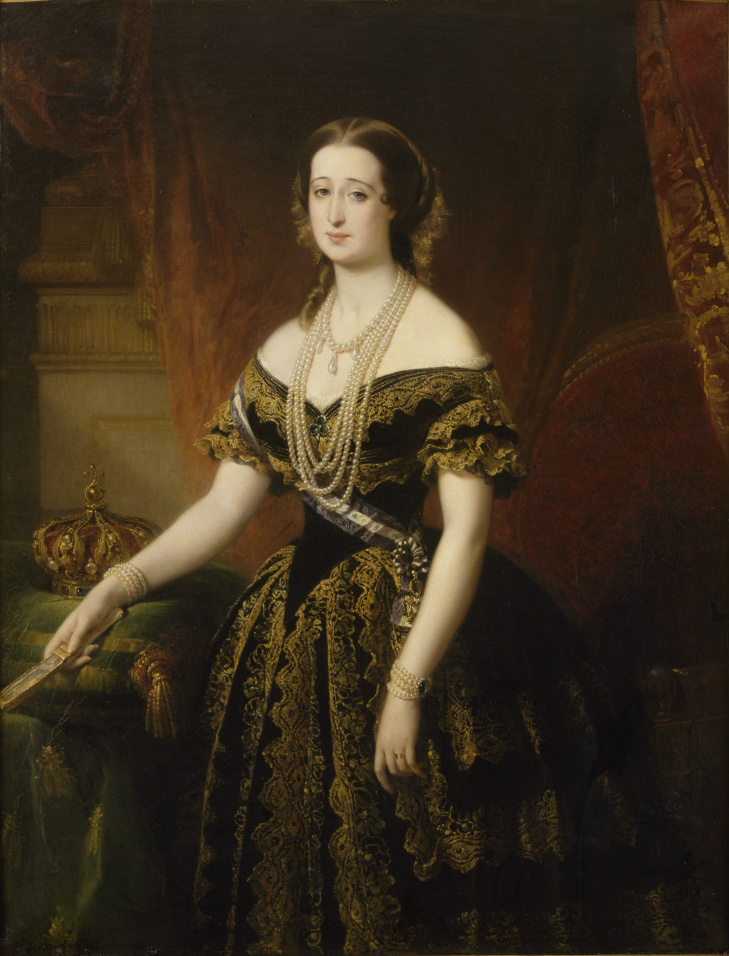
L'impératrice Eugénie, à l'époque où elle introduit la corrida en France (par Winterhalter).

Le début du XIXe siècle marque la fin d'un premier âge d'or de la corrida, avec la mort de Pepe Hillo en 1801 tout d'abord, l'interdiction maladroite de la corrida par Charles IV en 1805 ensuite, et plus encore la guerre d'indépendance espagnole, de 1808 à 1814. La corrida devient alors l'étendard du sentiment d'une identité espagnole. Goya, mêlé à la fois aux évènements de la guerre et à la corrida, renforce ce sentiment par sa série de 33 gravures à l'eau-forte, La Tauromaquia, publiée en 1816.
De son côté, Byron, lorsqu'il effectue son Grand Tour en 1809, décrit les corridas auxquelles il assiste, à Séville ou à Cadix, en s'attardant sur leur caractère grandiose, et son Childe Harold fait entrer la corrida dans la littérature, sur fond de l'esthétique développée par Edmund Burke au XVIIIe siècle, dans une approche pré-romantique de la corrida.
La vision romantique de celle-ci se développe peu à peu chez de nombreux commentateurs à travers toute l'Europe. En France, Prosper Mérimée, aficionado français de la première heure, écrit notamment « […] cruel ou non, ce spectacle est si intéressant, si attachant, produit des émotions si puissantes qu'on ne peut y renoncer lorsqu'on a résisté à l'effet de la première séance ». S'il reconnaît qu'il existe « une espèce de honte à avouer ce goût », il justifie la corrida par l'esthétique de ce « spectacle admirable ». Sa Carmen de 1845, reprise par l'opéra de Bizet en 1875, contribue à populariser cette idée d'une Espagne romantique, amoureuse des corridas.

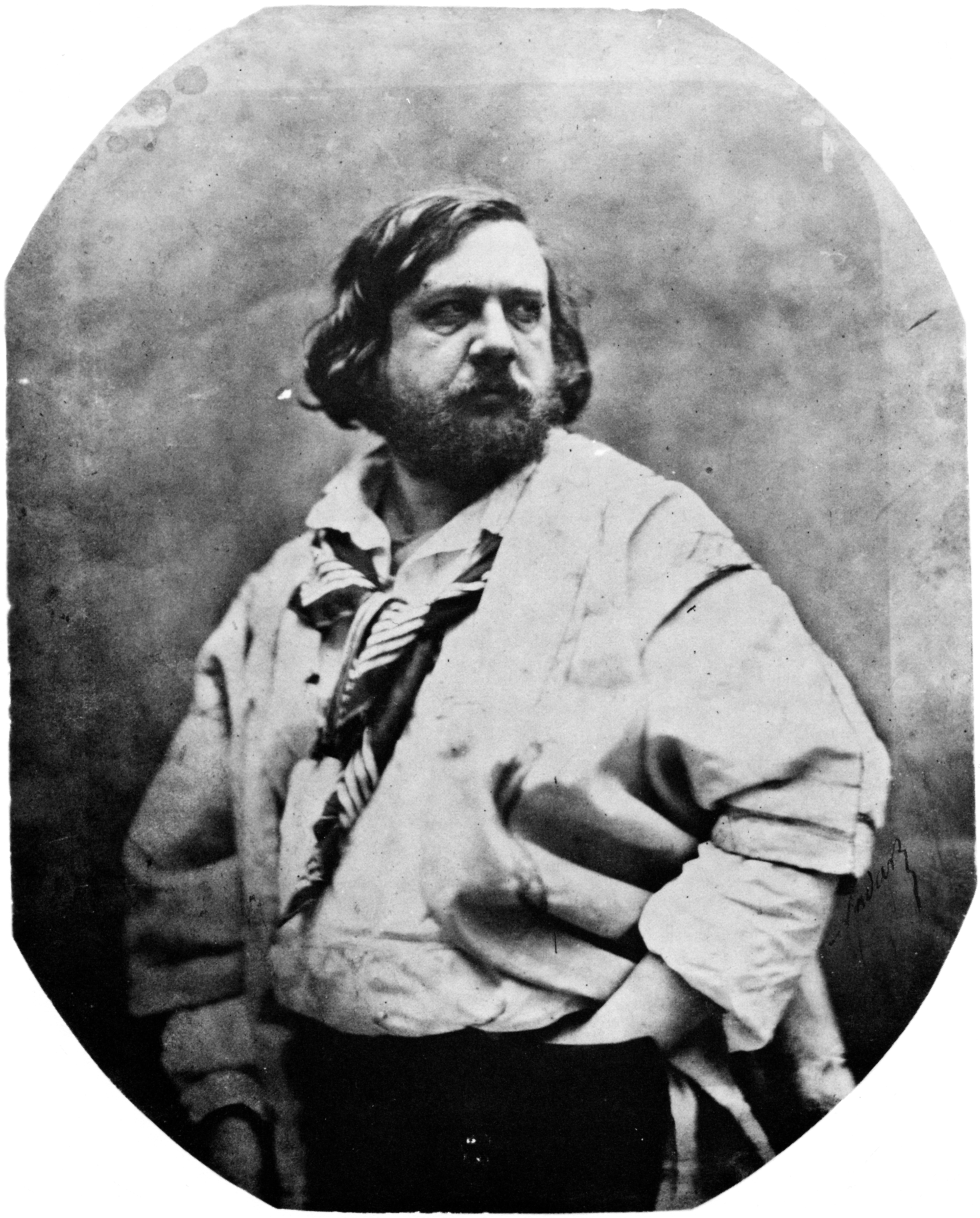
Théophile Gautier, un autre admirateur des corridas (par Nadar).

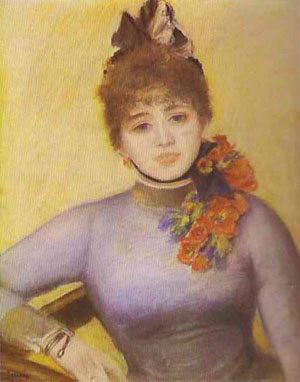
La journaliste Séverine tente en vain de s'opposer à l'implantation de la corrida en France (par Renoir).

À sa suite, Théophile Gautier développe des idées analogues, parlant d'« atrocités fascinantes » et soutenant que « le meurtre, le sang, dramatisés, transcendés en cérémonie, dépassent le cadre de la violence pour entrer dans celui de la beauté ». D'autres encore, comme Alexandre Dumas, avouent leur fascination, pour un spectacle qui inspire, après Goya, des artistes tels que Gustave Doré ou Manet.
De façon générale, par conséquent, le XIXe siècle voit naître et se développer en France un courant d'idées toujours présentes aujourd'hui selon lesquelles priment sur la cruauté le sens du sublime tout d'abord, puis l'intérêt esthétique, et enfin la fascination exercée par l'atrocité transcendée du spectacle.
À la fin du XIXe siècle et au début du XXe pourtant, les intellectuels espagnols « fin de siècle » du regeneracionismo protestent contre la corrida, pendant que Miguel de Unamuno parle d'une politique du pan y toros (« pain et taureaux »), en écho au panem et circenses romain, mise en avant par le pouvoir afin d'endormir le peuple opprimé.

#### Introduction de la corrida en France
Enfin, en 1852, la corrida acquiert droit de cité en France lorsque Eugénie de Montijo assiste à Saint-Esprit près de Bayonne à une course de taureaux « corsée à l'espagnole » par la mise à mort de l'animal. Les 21, 22 et 24 août 1853, des corridas s'y déroulent à nouveau, cette fois-ci en présence du couple impérial. Au-delà de sa portée mondaine, l'événement est politique, et soulève de fortes réactions de la presse, malgré la censure policière.
Pendant toute la fin du XIXe siècle, la résistance est forte dans le midi de la France face à la corrida, concurrente venue de l'étranger des courses camarguaises et landaises, et l'évêque de Nîmes, ou, aux dires de certains, Victor Hugo, condamnent le spectacle qu'elle offre. Cependant, la position de Victor Hugo est difficile à définir avec certitude, certaines phrases apocryphes lui ayant été prêtées à ce sujet.
En 1899, Édouard Lamourère, félibre du Lauragais décrit dans son poème « Paure Brau » la mise à mort d’un jeune taureau, qualifiant les toréros de « bourreaux », et s'indigne que les femmes de Toulouse puissent applaudir à ce spectacle.
Il demeure qu'avant l'introduction de la corrida par Napoléon III et l'impératrice Eugénie, la seule activité taurine se limitait en France aux courses landaises et camarguaises, toutes deux sans mise à mort, et donc hors du champ de la loi Grammont de 1850.
Après la défaite de 1870, la corrida s'implante lentement en France, avec en particulier la création des gigantesques arènes de la rue Pergolèse à l'occasion du centenaire de la Révolution française, marqué par l'Exposition universelle de 1889. La lutte contre la corrida de la journaliste Séverine (Caroline Rémy, selon l'état-civil), soutenue par Émile Zola, mais en butte aux critiques anti-féministes, ne peut empêcher la première mise à mort dans les arènes d'Arles ni la corrida de Nîmes du 16 septembre 1894. En 1898, lors de « l'affaire des courses de taureaux », l'avocat Roux affirme que le taureau de combat, qu'il classe comme « animal sauvage », ne saurait par conséquent être protégé par la loi Grammont.

#### Évolutions législatives

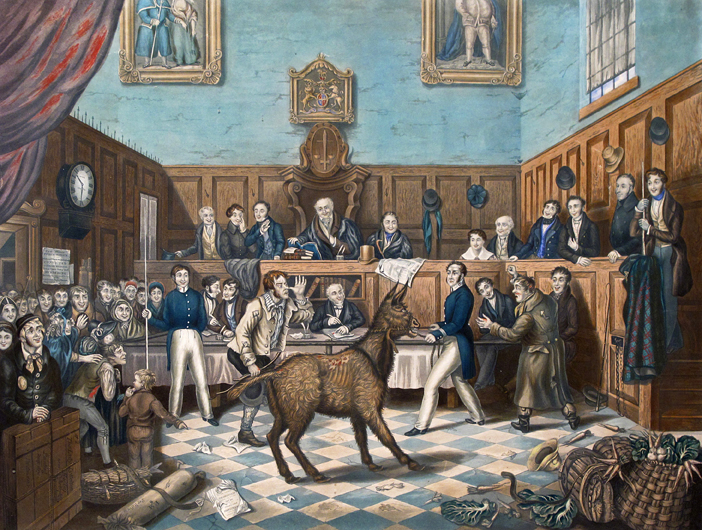
Procès de Bill Burns, premier à être jugé – pour avoir battu son âne – en application du Martin's Act de 1822.

Malgré ces visions populaires d'une corrida romantique, de nombreux textes législatifs font alors leur apparition pour protéger les animaux.
En Angleterre, le Martin's Act de 1822 ouvre la voie à l'amendement de 1835 (protégeant les taureaux), et aux lois de 1849 et de 1876 sanctionnant la cruauté envers les animaux. Le 1er août 1840 y est votée une loi interdisant tout spectacle taurin.
Au Portugal, une loi de 1894 interdit la mise à mort en public. Sur le continent américain, si le Mexique abolit en 1887 l'interdiction de la corrida de 1867, treize États hispaniques d'Amérique du Sud interdisent la corrida, au moins pour un temps.
En Espagne, dès 1857, des femmes envoient à la reine d'Espagne une pétition lui demandant de protéger les enfants d'« un spectacle sanglant ». Les sociétés protectrices des animaux s'y implantent plus tardivement qu'en Angleterre, en Allemagne, voire en France ; en 1874, cependant, la société protectrice des animaux implantée à Cadix diffuse un tract poussant les catholiques à déserter les arènes pour en condamner la cruauté. Mais une proposition d'interdiction de la corrida échoue en 1877, et, en 1894, c'est sans résultat que les républicains soumettent aux Cortès (parlement espagnol) un texte condamnant la corrida, « qui situe l'Espagne à la traîne des nations civilisées ».
En France, enfin, la loi Grammont est votée le 2 juillet 1850. Si elle légifère sur la protection de l'animal contre les mauvais traitements, elle vise cependant la protection des animaux domestiques, non des animaux sauvages. De plus, le cas de la corrida espagnole n'est pas traité lors des débats, puisque celle-ci ne fait son apparition en France que trois ans après le vote de la loi.

### Opposition auXXesiècle
Au XXe siècle, la reconsidération de l'animal entraîne l'apparition de mouvements anti-corridas qui prennent alors peu à peu le relais de l'Église.
En 1904, une initiative de l'Église espagnole, demandant l'interdiction des corridas le dimanche pour augmenter la fréquentation de la messe dominicale, débouche sur une forte mobilisation des partisans de la corrida, qui font valoir qu'il faudrait fermer 360 lits d'hôpitaux financés par les œuvres de bienfaisance des corridas si celles-ci venaient à être interdites. Avec les prises de position du journal El Socialista ou celles de Eugenio Noel (es), le débat rentre en Espagne dans une phase résolument politique.

#### Éventration des chevaux

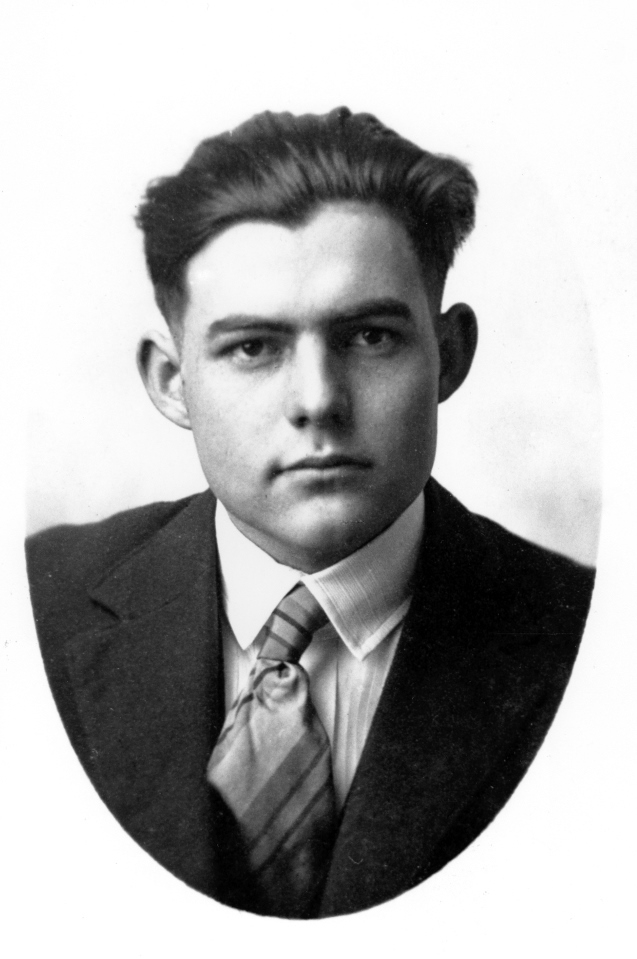
Ernest Hemingway (ici, vers 1917) voit dans le cheval le « personnage comique » de la tragédie dont le taureau est le héros.

Depuis le XIXe siècle, c'est le sort fait aux chevaux, plus encore que le sort du taureau lui-même, qui continue d'être le plus critiqué, avec ce spectacle fréquent d'un cheval éventré, « les entrailles ballotantes entravant ses pas chancelants », qui provoque l'horreur fascinée de ceux qui assistent pour la première fois à une corrida. L'éventration des chevaux est omniprésente dans les critiques : Urbain Gohier parle de ceux « qui se pâment à l'agonie des vieux chevaux étripés », Léon Bloy s'indigne de « l'unanime espoir […] de voir jaillir des entrailles », Jules Lemaître évoque « ce meurtre lent d'une pauvre brute affolée et [de] ces éventrements de vieux chevaux ».
Pour certains aficionados, cependant, l'éventration des chevaux fait partie intégrante du spectacle : Hemingway voit ainsi dans la corrida une tragédie dont le taureau est le héros, et le cheval le personnage comique (comic character), trouvant la façon dont il galope autour de l'arène avec l'air roide d'une vieille demoiselle, en traînant ses viscères derrière lui, aussi drôle que lorsque les Fratellini en font une parodie burlesque en traînant à la place des rouleaux de pansements et des saucisses (Hemingway, Mort dans l'après-midi, chapitre I).

#### Évolution majeure de 1928

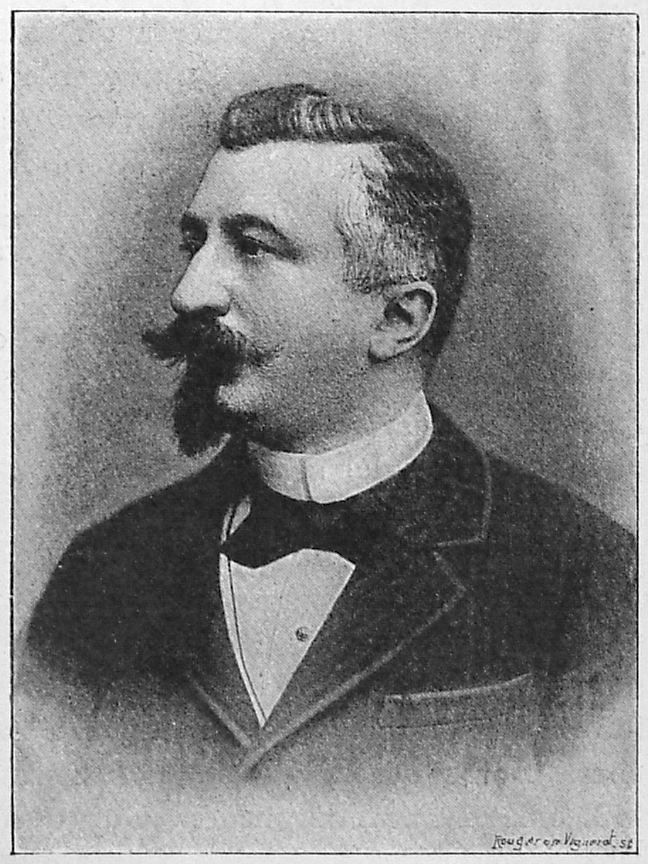
Laurent Tailhade, polémiste, poète et aficionado de la « vraie corrida ».

L'indignation très générale des étrangers suscite tout d'abord en Espagne quelques évolutions inadaptées, telles que la protection du cheval par un tablier de cuir ou une plaque de métal sur le poitrail. Une mesure plus radicale est finalement adoptée par un décret de Primo de Rivera du 7 février 1928, rendant obligatoire le port du caparaçon protecteur (peto).
Si cette mesure diminue aussitôt de façon nette l'opposition à la corrida, en mettant fin à son aspect le plus critiqué, elle n'est en revanche guère appréciée de l’afición de verdad, les aficionados purs et durs, tel Laurent Tailhade, qui déplore, à la suite de Juan Leal, la disparition de la « vraie corrida » en disant : « Ce m'est toujours une satisfaction de voir étripailler cinq ou six couples de chevaux ».
De même, l'historien de la corrida Auguste Lafront note qu'avec l'arrivée du peto qui protège le cheval, « l'émotion sacrée [avait] disparue », pendant que Picasso se proclame inconsolable. D'autres parlent de l'hypocrite lâcheté qui, en couvrant les chevaux d'un caparaçon, « a dénaturé le plus beau tiers du combat ». En France, certaines arènes, celles de Dax par exemple, se refusent à protéger le cheval, pensant ainsi mieux drainer la clientèle.

#### De la guerre civile espagnole au début duXXIe
Après la guerre civile espagnole et pendant la dictature de Franco, les corridas sont encouragées par l'État en tant que fiesta nacional représentant l'authenticité espagnole, si bien que la corrida s'est vue assimilée au régime fasciste. De leur côté, rares sont les toreros ayant d'authentiques convictions républicaines ; devenus de gros propriétaires fonciers, des matadors célèbres comme Domingo Ortega ou Marcial Lalanda sont assez proches d'éleveurs considérés comme « fascistes », comme le sont également Vicente Barrera et la grande figure de Juan Belmonte.
À cette même époque, et jusqu'au début des années 1950, survient une période de tricheries qui touchent la plupart des corridas espagnoles. Sous l'impulsion de José Flores Camara (lui-même ancien torero conduisant alors la carrière de Manolete), on impose aux éleveurs de fournir pour les corridas des taureaux presque systématiquement afeitados,. Les plus grands matadors de l'époque, Manolete, Pepe Luis Vázquez, Carlos Arruza, Luis Miguel Dominguin ne combattent guère alors que des taureaux ainsi diminués.
Dans le même temps, compte tenu des vicissitudes subies par les élevages de taureaux de lidia au cours des années précédentes, les élevages, entre 1941 et 1944, fournissent aux arènes des taureaux trop jeunes, des becerros de deux ans et demi (au lieu de quatre ans), pesant tout juste entre 350 et 380 kilos. Les passes serrées de Manolete, qui contribuent tant à sa réputation, doivent en réalité beaucoup au fait qu'il affronte des taureaux diminués, peu agressifs.
En janvier 1953, le scandale éclate : l'éleveur Antonio Pérez de San Fernando révèle au journal ABC qu'il était obligé d'« afeiter » tous les taureaux qu'il fournissait. Il affirme à cette occasion que, selon lui, un taureau afeitado perdait la moitié de son agressivité naturelle. L'affaire fait grand bruit, conduisant au règlement du 10 février 1953, interdisant d'« afeiter » les taureaux et instituant un examen post-mortem de l'animal. En France, en 1956, le vétérinaire P. Maubon évalue à 50 % le pourcentage de taureaux subissant l’afeitado.
Après cette date, on assiste tout d'abord à une chute très nette du nombre annuel de corridas, la lutte contre la pratique de l’afeitado posant un nouveau défi aux matadors : entre 1953 et 1955, ce nombre oscille en Espagne entre 208 et 218 par an, au lieu de 278 en 1952.
Puis, avec la reconstitution du cheptel, l'enrichissement de l'Europe et le développement du tourisme, l'activité taurine augmente fortement : en Espagne, le nombre annuel de corridas passe de 260 en 1956 à 372 en 1962, puis à 599 en 1966, pour se stabiliser autour de 600 corridas annuelles entre 1968 et 1975. En France, on passe de 29 corridas par an en 1951 à 40 en 1978, pour atteindre une moyenne de l'ordre de 60 corridas annuelles dans les années 1970.
Cette augmentation considérable du nombre de corridas s'accompagne d'une évolution des mentalités, avec un désaveu de plus en plus marqué de la corrida par l'opinion publique, en Espagne comme en France, et l'apparition de mouvements et d'associations opposés à la corrida,.

## Évolutions des mentalités à l'époque actuelle
Depuis la fin du XXe siècle, un mouvement d'interdiction des jeux taurins, surtout avec mise à mort, s'observe dans plusieurs régions du monde. Par exemple, le mouvement citoyen baléare « sin sangre » dénonce à ce propos « l’atrocité » d’un « spectacle cruel qui remplit de honte la majorité des citoyens ». C'est une déclaration conforme au programme électoral de la majorité élue lors des élections municipales de mai 2015 à Palma (bloc 5, point 6.1 de ce programme, page 44).

### Évolution en Espagne

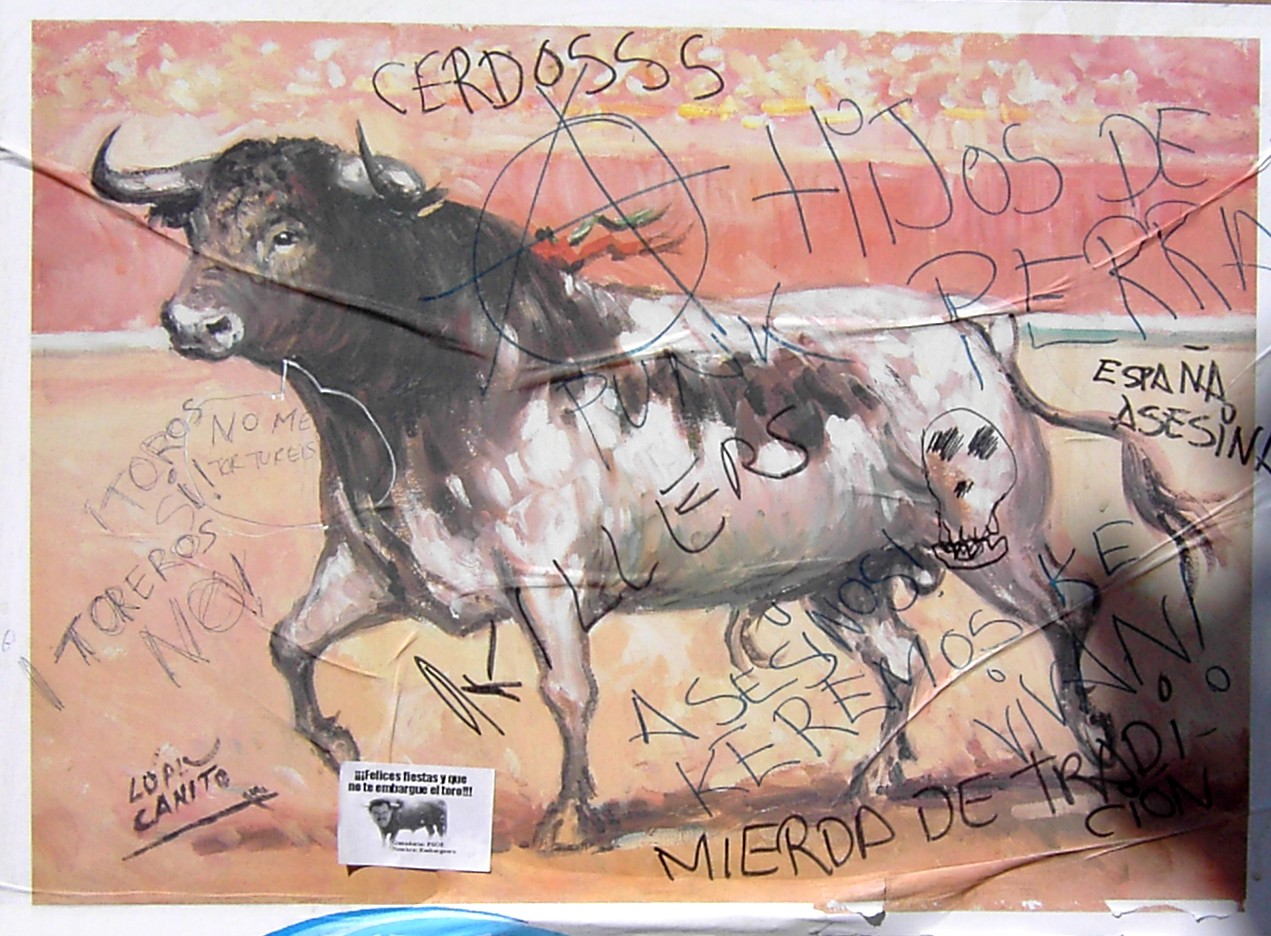
Affiche de corrida portant des graffitis tels quasesinos (« assassins »), cerdos (« porcs »), Toreros no ou encore mierda de tradición (« tradition de merde »).

Selon l'institut de sondages Gallup, les sondages réalisés depuis les années 1970 font apparaître que la désaffection des Espagnols à l'égard du spectacle de la corrida se poursuit : la proportion des personnes interrogées déclarant avoir de l'intérêt pour la corrida était de 55 % au début des années 1970, pour tomber autour de 50 % dans les années 1980, avec une proportion d'aficionados tombant même autour de 30 % dans les années 1990.
De façon plus détaillée, le sondage Gallup de 2002 a constaté que 68,8 % des Espagnols ne montraient « aucun intérêt » pour la corrida, alors que 20,6 % affichaient « un certain intérêt », et 10,4 % « beaucoup d'intérêt ». Le sondage a également constaté des disparités significatives entre générations : alors que 51 % des 65 ans et plus indiquaient leur intérêt, 23 % des personnes entre 25 et 34 ans en faisaient autant. La popularité de la corrida varie également significativement selon les régions d'Espagne : c'est en Galice et en Catalogne qu'elle est le moins populaire, avec 79 % et 81 % respectivement qui y indiquent ne pas être intéressés. L'intérêt montré est à son maximum dans les régions du nord, du centre, de l'est et du sud, avec 37 % des personnes interrogées qui se déclarent aficionados et 63 % qui disent ne pas s'y intéresser.
Cependant, à la suite du vote catalan, un sondage Metroscopia pour El País, en août 2010, montre qu'une majorité d'Espagnols sont opposés à la décision du parlement de Catalogne interdisant la corrida (57 % sont hostiles à cette décision, 30 % favorables, 12 % sans opinion). Ce même sondage mentionne que 60 % des Espagnols n'aiment pas la corrida, contre 37 % qui s'y intéressent et 3 % sans opinion. D'autre part, 58 % des personnes interrogées considèrent que le rejet de la corrida par la Catalogne tient au fait que la corrida est considérée comme une manifestation festive exclusivement espagnole.

### Évolution en France
Un article de L'Express de juin 2010 souligne que « les corridas [sont] de plus en plus contestées par une majorité de Français », et remarque l'émergence de nouvelles oppositions à la corrida, par exemple de la part des vétérinaires, absents du débat jusque-là.
| Êtes-vous favorable ou pas favorable à l’interdiction des corridas en France ? | Êtes-vous favorable ou pas favorable à l’interdiction des corridas en France ? | Êtes-vous favorable ou pas favorable à l’interdiction des corridas en France ? | Êtes-vous favorable ou pas favorable à l’interdiction des corridas en France ? |
| ------------------------------------------------------------------------------ | ------------------------------------------------------------------------------ | ------------------------------------------------------------------------------ | ------------------------------------------------------------------------------ |
| % réponse                                                                      | Sept. 2007                                                                     | Août 2010                                                                      | Fév. 2018                                                                      |
| Favorable                                                                      | 50                                                                             | 66                                                                             | 74                                                                             |
| Pas favorable                                                                  | 50                                                                             | 34                                                                             | 26                                                                             |

D'après un sondage Ifop du 28 septembre 2007 pour le Midi libre effectué auprès de 1 005 personnes, 50 % des Français étaient en effet alors favorables à une interdiction de la corrida et 48 % y étaient opposés. Dans le détail, les départements sondés ayant une tradition taurine sont opposés à une interdiction, tandis que les départements d'Auvergne et Rhône-Alpes sont les plus favorables à l'interdiction.
Cependant, une évolution marquée de l'opinion est apparue plus récemment, sur laquelle s'appuient les associations opposées à la corrida : selon un sondage IPSOS/Alliance anticorrida de juillet 2010, 66 % des Gardois ont répondu « défavorable » à la question posée « Êtes vous favorable ou défavorable aux corridas avec piques, banderilles et mise à mort du taureau ? ». Dans ce même sondage, 67 % des personnes interrogées ont déclaré être « pour le remplacement des corridas par des courses camarguaises », et 72 % ont déclaré « être favorables à une limitation de l'accès aux arènes pour les enfants de moins de 15 ans, pour les corridas avec piques, banderilles et mise à mort ».
Le sondage d'IPSOS de juillet 2010 auprès des habitants du Gard rejoint la tendance nationale, majoritairement opposée à la corrida, selon le sondage réalisé par l'IFOP pour la Lettre de l'opinion, à l'été 2010 : selon ce dernier sondage publié par le journal La Provence, deux Français sur trois « se disent « plutôt favorables » à l'interdiction des corridas en France ». La Provence note à cette occasion la sensible évolution de l'opinion publique depuis 2007 : un Français sur deux seulement était alors opposé à la corrida, contre les deux-tiers en 2010.
Malgré tout – à la différence de l'Espagne pour laquelle existe une longue série de sondages Gallup depuis les années 1970, commentés par l'organisation Gallup – il semble que le rejet de la corrida ne se soit accru en France qu'assez peu au cours des vingt ou trente dernières années : en effet, selon Élisabeth Hardouin-Fugier, existait déjà en 1993 chez 83 % des Français un « fort dégoût » de la corrida, montré par un sondage Louis Harris cité par elle. Cependant, selon un entretien avec Robert Clavijo, un opposant à la corrida de Béziers, 56 % seulement des personnes interrogées lors de ce même sondage Louis Harris de 1993 étaient en faveur de l'interdiction pure et simple de la corrida pour toute la France, chiffre inférieur par conséquent aux 66 % du sondage Ifop de 2010 (réalisé après la décision du parlement de Catalogne).
L'Ifop, de son côté, commente le sondage de 2010 en constatant que « les habitants des régions à tradition taurine forte (PACA, Languedoc-Roussillon, Midi-Pyrénées…) ne se démarquent plus de l'opinion majoritaire (63 % contre 67 % dans les autres régions) », et souligne que « toutes les catégories de la population se prononcent majoritairement en faveur de l’interdiction ».
Enfin, le collectif Vétérinaires pour l'abolition de la corrida se fait également l'écho de la notable évolution de l'opinion en France depuis 2007. Ce collectif, dont la création a été annoncée le 9 juin 2010, reflète lui-même l'évolution des mentalités, par la participation au débat sur la légitimité de la corrida de vétérinaires s'exprimant en tant que vétérinaires.
En 1994, le chanteur Francis Cabrel crée une chanson ayant pour titre La Corrida, dans laquelle il s’engage contre cette pratique. En 2006, Renaud compose la chanson Rouge Sang, dans laquelle il fustige la corrida.
Le 8 octobre 2011, 95 militants du Comité Radicalement Anti-Corrida (CRAC) investissent les arènes de Rodilhan afin d'empêcher le déroulement d'une corrida. Une trentaine d'entre eux déploient des banderoles dans les gradins tandis que les autres s'enchaînent entre eux au milieu de la piste. Certains aficionados réagissent de manière virulente à cette provocation et s'en prennent aux manifestants qui avaient reçu comme mot d’ordre de ne pas répondre aux violences. Plusieurs dizaines de plaintes pour « violences » dont une pour « attouchements sexuels » sont transmises au parquet de Nîmes,. Le maire Serge Reder a, quant à lui, porté plainte contre les militants anti-corrida pour entrave, usage de fumigènes, et insultes.
Le 14 avril 2016, le tribunal correctionnel de Nîmes, dans le cadre du procès de Rodilhan, condamne deux aficionados à douze mois de prison dont six avec sursis, et dix mois de prison dont huit avec sursis pour de nombreux faits de « violences commises en réunion ». Neuf autres aficionados sont condamnés à des peines de prison avec sursis, et d'autres à des amendes. Le maire de Rodilhan, Serge Reder, est condamné pour sa part à 1 500 euros d'amende. Un seul des prévenus, un éleveur de taureau qui avait affirmé ne pas avoir participé aux violences, est relaxé et un seul entend faire appel. Un seul militant anti-corrida, Jean-Pierre Garrigues, président du Comité radicalement anti-corrida (Crac Europe), poursuivi en tant qu'organisateur d'une manifestation non autorisée, est condamné à quatre mois de prison avec sursis et 2 000 euros d'amende.
Le Comité Radicalement Anti-Corrida et l'association Droit des animaux ont saisi en septembre 2011 le tribunal administratif de Paris d'un recours en annulation contre la décision d'inscription de la corrida au patrimoine immatériel de la France. Dans le cadre de cette procédure, une question prioritaire de constitutionnalité visant à faire reconnaître l'anticonstitutionnalité de la première phrase du septième alinéa de l'article 521-1 du code pénal (« Les dispositions du présent article ne sont pas applicables aux courses de taureaux lorsqu'une tradition locale ininterrompue peut être invoquée ») a été soulevée. Selon ces associations, cette phrase serait anticonstitutionnelle car le fait d’autoriser les courses de taureaux sur une partie seulement du territoire porterait atteinte au principe d’égalité devant la loi ; de plus la loi ne définit pas précisément le lieu où la corrida est licite, ni la notion de « tradition ». Selon les associations demanderesses, reconnaître l'anticonstitutionnalité de cette phrase aurait entraîné l'interdiction des courses de taureaux en France. Saisi par le Conseil d’État le 20 juin 2012, le Conseil constitutionnel a, le 21 septembre 2012, rendu une décision selon laquelle « La première phrase du septième alinéa de l'article 521-1 du code pénal est conforme à la Constitution ». Selon le Conseil constitutionnel, « le grief tiré de la méconnaissance du principe d'égalité doit être rejeté ; (…) la première phrase du septième alinéa de l'article 521-1 du code pénal (…) ne méconnaît aucun autre droit ou liberté que la Constitution garantit » ; d’autre part, « s'il appartient aux juridictions compétentes d'apprécier les situations de fait répondant à la tradition locale ininterrompue, cette notion, qui ne revêt pas un caractère équivoque, est suffisamment précise pour garantir contre le risque d'arbitraire. »
Le 1er juin 2015, la cour administrative d'appel de Paris, saisie par les associations CRAC Europe et Droits des Animaux, estime que puisque « la décision d'inscription s'est matérialisée par la mise en ligne, sur le site internet du ministère, d'une fiche technique » dédiée à la corrida et que cette fiche n'y figure plus, « la décision d'inscription de la corrida à l'inventaire du patrimoine culturel immatériel de la France doit être considérée comme ayant été abrogée », et rend un non-lieu,. Après 4 ans de procédure, cette officialisation du retrait de la corrida du patrimoine culturel immatériel de la France a été saluée par les militants opposés à la corrida comme une « victoire historique »,.
Le 27 juillet 2016, le Conseil d'État rejette le pourvoi de l'Observatoire national des cultures taurines et de l'Union des villes taurines françaises et les condamne à verser 3,000 euros aux associations CRAC Europe et Droits des Animaux. Cette décision administrative rend définitive la radiation de la tauromachie à l'inventaire du patrimoine culturel immatériel de la France.
En février 2018, une étude menée pour la fondation 30 millions d'amis par l’IFOP établit que 74 % des Français sont favorables à l’interdiction des corridas en France, ce qui représente une hausse de 8 % en 8 ans. L'étude constate également que « le positionnement vis-à-vis de la corrida est toutefois l’objet de clivages significatifs dans la société : son rejet est en effet plus élevé chez les femmes (80 %) que chez les hommes (67 %), plus important chez les moins de 35 ans (81 %) que chez les plus de 35 ans (71 %), et plus fort chez les possesseurs d’animaux de compagnie (80 %) que dans le reste de la population (65 %) ».

### Dénonciation de l'utilisation de l'argent public
L'évolution de l'opinion publique au sujet de la corrida est également liée à l'utilisation de l'argent public (et donc des impôts payés par chacun) pour subventionner une activité, désapprouvée par une partie très importante de la population,. En 2007, l'industrie de l'élevage des taureaux de combat en Espagne a reçu 500 millions d'euros de subventions ; un article d'El Progresso est par exemple intitulé « Une part de nos impôts sert à financer ces pratiques. Chaque Galicien verse en moyenne 42 euros par an pour la tauromachie ». Ces subventions s'élèvent à près de 600 millions d'euros en 2008. Selon le site anti-corrida For a Bullfighting-Free Europe, relayant lui-même The Guardian du 12 mai 2008, une partie de cet argent provient de fonds européens destinés au financement des troupeaux. Selon le député européen britannique Paul Nuttall, l'Europe, y compris le Royaume-Uni, dépense chaque année environ 37 millions de livres sterling pour financer directement les corridas espagnoles.
Les partisans de la corrida soutiennent que presque chaque activité culturelle en Europe est en partie financée par de l'argent public, et que peu génèrent en contrepartie les recettes fiscales dont la corrida peut se targuer, au travers d'activités économiques telles que l'hôtellerie, la restauration, les assurances, et d'autres industries liées directement ou indirectement au spectacle offert.

### Développement des associations hostiles à la corrida
La lente chute de l’aficion espagnole depuis trois décennies (de 55 % en 1970, à 37 % pour le Nord, le Centre et le Sud, et moins en Catalogne,) fait apparaître le désintérêt croissant des jeunes. Mais – à la différence de la France – les opposants à la corrida s'attaquent en Espagne à une institution administrative, reconnue par le gouvernement, et d'ailleurs subventionnée.
Un parti politique anti-corrida luttant contre la maltraitance animale, le PACMA (Partido Antitaurino Contra el Maltrato Animal (es)) a d'ailleurs été créé à Bilbao le 24 février 2003. Les résultats électoraux sont très faibles (moins de 1 %), mais permettent une certaine visibilité politique. Enfin, le développement d'Internet a permis aux opposants à la corrida de créer des sites anti-corridas accessibles en plusieurs langues, au moment où certaines villes européennes jumelées avec des villes taurines françaises ou espagnoles manifestent à cette occasion leur hostilité à la corrida.
En France, l'opposition anti-corrida est confrontée à partir de 1983 à l'essor de la corrida à Nîmes, à la suite de l'arrivée de Simon Casas, appelé par Jean Bousquet après son élection en 1983 pour développer la renommée des arènes de la ville, et, selon Élisabeth Hardouin-Fugier, à « la banalisation des corridas illégales ».
En 1985, la SPA de Paris demande à Jacques Dary (son représentant du Gard) de s'occuper des dossiers concernant la corrida. Après un certain nombre d'initiatives, dont certaines dirigées contre le développement de la corrida à Nîmes, il décide en 1989 de créer avec Aimé Tardieu le Comité radicalement anticorrida, plus couramment connu sous l'abréviation de CRAC. L'une des premières actions du CRAC sera de demander en mars 1991 au ministère dirigé alors par Pierre Bérégovoy que la TVA applicable aux spectacles le soit également à la corrida.
En avril 1993, Robert Clavijo constitue un Comité de liaison biterrois anticorrida (Colbac), malgré l'opposition de la municipalité de Béziers. De là naît, avec l'appui de Théodore Monod, la Fédération de liaison anti-corrida, plus connue sous le nom de FLAC, aujourd'hui devenue Fédération des Luttes pour l'Abolition de la Corrida.
En mai 1994, Claire Starozinski fonde l'Alliance anti-corrida, qui œuvre pour la protection des moins de 16 ans, la suppression des blessures et mutilations infligées aux animaux utilisés au cours de spectacles taurins, et l'abolition des corridas.

## Débats et interdictions à l'époque actuelle

Lois concernant la tauromachie (y compris la corrida) dans le monde.
Interdiction nationale de la tauromachie
Interdiction nationale de la tauromachie, mais certaines traditions locales désignées exemptées
Quelques interdictions infranationales sur la tauromachie
Tauromachie sans mise à mort dans l'arène légale (corrida portugaise, ou "sans sang")
Tauromachie avec mise à mort dans l'arène légale (corrida espagnole)
Pas de données

Dans la plupart des États existent des lois de protection des animaux. Les traités et les règlements de l’Union européenne contiennent eux aussi ce genre de dispositions. Toutefois, l’Espagne (à l'exception de la Catalogne à partir de janvier 2012), le Portugal et la France continuent d’autoriser la corrida.

### En Espagne

#### Arrêt temporaire des retransmissions en direct parTelevisión Españolaentre 2007 et 2012
La télévision publique espagnole avait abandonné la retransmission en direct de corridas en août 2007 (poursuivant un retrait déjà entamé à partir d'août 2004 pour manque de budget) expliquant que le réseau se devait de respecter un code d’éthique, demandant de limiter la diffusion de scènes violentes ou de « séquences particulièrement crues et brutales » entre 17 et 20 heures afin de protéger les enfants. ». La chaîne avait également déclaré : « qu'elle ne pouvait plus se permettre d'acheter les droits de diffusions des corridas ». Cette décision avait mis fin à une tradition de plusieurs décennies, puisque la première émission de Televisión Española était la retransmission d'une corrida à Madrid. En octobre 2008, devant le congrès espagnol, Luis Fernández, le président de la chaîne publique TVE, avait confirmé que la chaîne ne retransmettrait plus de corridas en direct, du fait du coût élevé de la production, du rejet de ces émissions par les annonceurs, ainsi que du problème posé par la retransmission des corridas à une heure où les enfants pouvaient y assister et donc, de la nécessité de prendre en compte les contraintes de protection de l'enfance en ce qui concerne les horaires. Cependant, la chaîne continuait à diffuser Tendido Cero, un magazine télévisé consacré aux corridas. Cependant, d'autres chaînes régionales et privées continuent les retransmissions, avec une audience satisfaisante.
Depuis février 2012, la chaîne publique a ouvert la porte au retour de la retransmission des corridas, en retirant de sa charte l'interdiction qui y figurait de diffuser des corridas, mais en posant des conditions sur les horaires de retransmissions, aux heures où les enfants sont susceptibles de regarder, et ce, dans le cadre de la protection de l'enfance. La notion d'horaires de protection de l'enfance restant floue, elle sera de nouveau débattue. Ce retrait a été déploré notamment par le PACMA, qui y voit une préférence donnée aux intérêts de l'industrie taurine face à la protection des mineurs contre la violence à la télévision.
Le 5 septembre 2012, la corrida a fait un retour qualifié de triomphal par le journal Le Monde du 6 septembre qui précise que la retransmission de corridas a été très suivie en Catalogne avec une part d'audience de 9 %, et au Pays basque avec une part d'audience de 13 %. Selon El Pais, il s'agirait d'un régression, puisque ces retransmissions coûtent cher et qu'il a fallu que les toreros renoncent à leur salaire, ce qui est anormal car « la retransmission d'un produit culturel ne doit pas dépendre du bénévolat des protagonistes, ni de sa part d'audience et l'art doit être promu naturellement, sans plus ». Le journal souligne également la « régression et le caractère vain de la décision de la chaîne, alors que la culture anti-corrida est de plus en plus prégnante en Espagne ».
Le Monde souligne encore le caractère politique du débat : « Vue comme un retour triomphal ou un moment grotesque selon les journaux, cette diffusion controversée révèle avant tout le caractère politique du débat sur la tauromachie. » Un aspect souligné par d'autres journaux espagnols comme El Mundo pour lequel « La conclusion est claire, l'antitaurinisme de certains gouvernements de régions autonomes est politique, et non social. »

#### Arrêt de la corrida aux îles Canaries
Aux îles Canaries, la corrida n'a jamais attiré un nombreux public ; ce manque d’intérêt fait que la dernière corrida organisée dans l'archipel a eu lieu en janvier 1984.
Le 30 avril 1991, le Parlement des Canaries a voté une « loi de protection animale ». Selon les uns, cette loi interdit les corridas, car elle ne prévoit aucune exception en faveur des corridas, alors qu'elle en prévoit une en faveur des combats de coqs. Cependant, un élément de controverse est lié aux « dispositions générales » qui figurent au chapitre I de la loi et qui précisent que la loi porte sur la protection des « animaux domestiques », ce qui pourrait suggérer que le caractère « sauvage » des taureaux de combat les exclut de la protection animale (article 1). Mais il est précisé aussitôt (article 2) que, par « animaux domestiques », la loi entend « ceux qui dépendent de la main de l'homme pour leur subsistance ». Les tenants de cette opinion ajoutent d’ailleurs qu’aucune corrida n’a eu lieu aux Canaries après 1991 ; la loi aurait donc « entériné » le désintérêt de la population.
D'autres contestent cette interdiction, notamment Lorenzo Olarte, président du gouvernement autonome à l'époque du vote de la loi. Selon eux, la loi ne concerne que les « animaux domestiques » ; les taureaux de combats étant des « animaux sauvages » - c'est-à-dire ne dépendant pas de l'homme pour leur subsistance - elle ne les protège aucunement. Ils rappellent d’ailleurs que la dernière corrida aux Canaries a eu lieu en janvier 1984, plus de sept ans avant le vote de la loi.

#### Interdiction de la corrida en Catalogne

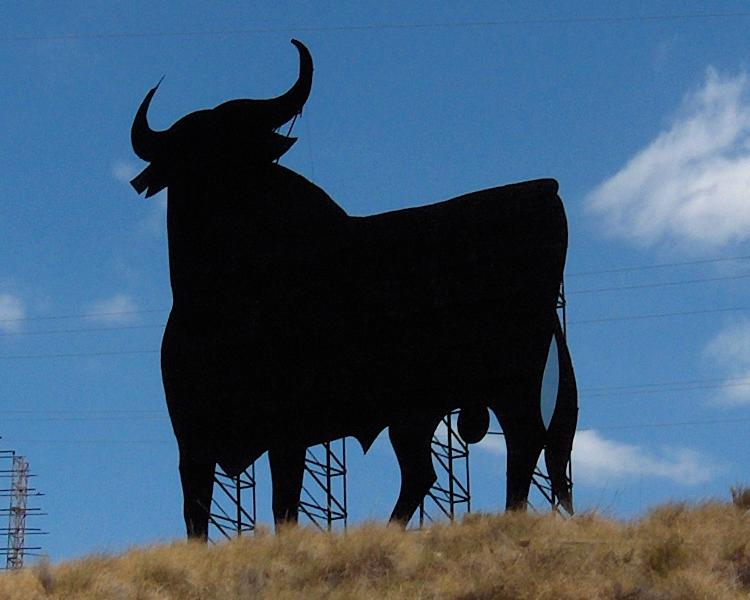
Le taureau Osborne.

En Catalogne, la loi interdit l'entrée des arènes aux moins de quatorze ans depuis 2003.
Cependant les interdictions catalanes peuvent être interprétées moins comme une défense du taureau que comme une démarche politique « anti-espagnole ». Les nationalistes catalans ont d'ailleurs également pris pour cible le taureau Osborne, dont certains exemplaires ont été détruits à plusieurs reprises, alors qu'il ne s'agit pas d'un symbole de la corrida mais, originellement, d'une publicité pour une marque de spiritueux, devenue depuis un symbole de la nation espagnole.

##### Vote du parlement de Catalogne, le 28 juillet 2010

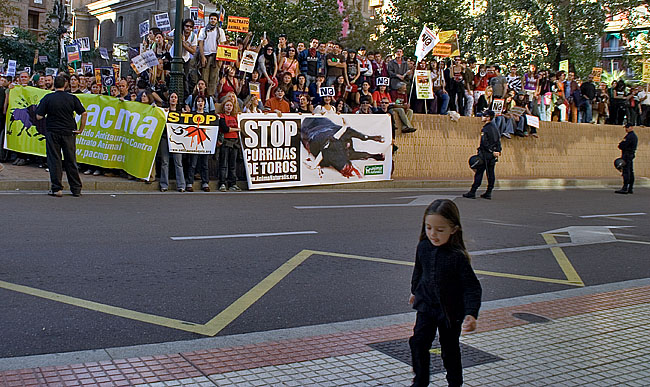
Manifestation anti-corrida à Saragosse en 2008. Les manifestants tiennent diverses banderoles anticorrida. La plus grande porte en blanc sur fond noir l'inscription Stop corridas de toros (« Stoppez les corridas »)

En 2010, le Parlement de Catalogne adopte, le 28 juillet, par 68 voix pour, 55 contre et 9 abstentions, une disposition interdisant la corrida qui devrait prendre effet en janvier 2012,, à la suite d'une initiative populaire.
Cette interdiction provoque dans la région de Madrid une réaction à l'opposé : Esperanza Aguirre, présidente de la communauté de Madrid, demande que la corrida soit protégée comme « patrimoine culturel immatériel de l'humanité », décision immédiatement suivie par celle de la région de Valence. Certains observateurs estiment que cette interdiction catalane, comme les précédentes, relève davantage d'une démarche anti-espagnole de la part de la communauté autonome de Catalogne que d'une démarche anti-corrida,.

##### Réactions du Parti populaire espagnol
Le Parti populaire espagnol réplique dès la première semaine de mars 2010 et le gouvernement de la communauté autonome de Madrid, présidé par Esperanza Aguirre (Parti Populaire) finit par déclarer le 8 avril la corrida « Bien d'intérêt culturel ». Les communautés autonomes de Murcie et de Valence lui emboîtent le pas. Puis le 28 juillet 2010, le PP dépose au Congrès des députés une proposition de loi visant à faire annuler par les Cortes Generales la décision du Parlement catalan, tandis qu'au niveau local, Alicia Sánchez-Camacho, présidente de la branche catalane du Parti populaire, indique que son parti envisage un recours devant le Tribunal constitutionnel.
Réagissant à ces événements, le président du gouvernement espagnol, José Luis Rodríguez Zapatero, indique, le 30 juillet, que le gouvernement aurait préféré que cette interdiction ne fût pas prononcée par le Parlement de Catalogne, mais qu'il respecte « les compétences des communautés autonomes » et que l'on peut « être en désaccord avec cette décision », mais que cette question « ne devrait pas être politisée ». Évitant de se prononcer sur un éventuel soutien de son parti, le PSOE, à la proposition de loi du PP visant à faire reconnaître, à l'échelle de l'État, « les corridas comme un bien d'intérêt culturel », il affirme que son gouvernement se montrera « prudent et responsable »,,.

##### Décision du Sénat
Le 6 octobre 2010, le Sénat espagnol rejette la motion déposée par le Parti populaire, principal groupe d'opposition, demandant d'une part que les spectacles tauromachiques soient déclarés à échelle nationale « biens d'intérêt culturel à caractère ethnographique » (ce qui aurait permis de les protéger plus facilement contre une interdiction comme celle qu'a votée la Catalogne le 28 juillet 2010), et d'autre part que l'Espagne engage des démarches pour que la corrida soit inscrite au patrimoine mondial de l'Unesco. À la suite du rejet de sa demande par le Sénat, le porte-parole du Parti populaire, Pío García-Escudero, également vice-président de l'Association taurine parlementaire (Asociación Taurina Parlamentaria), annonce son intention de présenter un recours pour inconstitutionnalité contre le vote de la Catalogne devant le Tribunal constitutionnel.

##### Tribunal constitutionnel
Le 29 novembre 2010, le Tribunal constitutionnel a déclaré recevable le recours déposé un mois avant par le PP, visant à déclarer anticonstitutionnelle la loi d'interdiction de la corrida dans la communauté autonome catalane. Selon le PP, cette loi s'inscrit contre cinq articles de la Constitution espagnole. Plus particulièrement contre l'article 149, qui souligne que l'État possède la compétence exclusive sur les conditions assurant l'égalité de tous les Espagnols.

##### Possible retour des corridas
Une ILP (initiative de législation populaire) émanant de la Fédération des entités taurines, assistée de plusieurs matadores, a été déposée au Parlement en mars 2012 pour être examinée en septembre. Elle a recueilli un peu plus des 500 000 signatures nécessaires, ce qui ouvre la voie à la possible promulgation à l'automne 2012 d'une loi déclarant la corrida « bien d'intérêt culturel ».

##### Réactions en France à la suite de la décision de la Catalogne
L'Union des villes taurines françaises avait réagi dès 2009 aux interdictions catalanes en déposant une demande de protection de la corrida comme Patrimoine culturel immatériel de l'humanité. Plus récemment, dans un communiqué de l'Observatoire national des cultures taurines du 29 juillet 2010, l’Union des villes taurines françaises fait remarquer que « la constitution espagnole, dans son article 149-28, détermine que l'État détient la compétence exclusive en matière de défense du patrimoine culturel, artistique et monumental espagnol. » La décision catalane ne respecterait donc pas « la loi organique de 1992 (art 8-2) qui réglemente le transfert des compétences de l'État aux communautés autonomes », car « la faculté de réguler les spectacles taurins » serait « du domaine réservé de l'État. »

#### Autres régions d'Espagne
Dans d'autres communautés autonomes espagnoles existe une forte opposition à la corrida. C'est le cas de la Galice, où l'activité taurine est très faible et en diminution, sur fond de désaveu de l'opinion publique (86 % de la population déclarent la « rejeter » ou la « détester »), accompagné de la baisse des aides publiques liée à la perte d'audience. L'association anti-corrida Galicia, Mellor sen Touradas (« Galice, meilleure sans corridas ») y réclame d'ailleurs l'abolition des corridas dans la communauté, en réclamant par exemple d'être entendue par la municipalité de La Corogne pour remettre en cause la feria de la ville. En 2010, Galicia, Mellor Sen Touradas a lancé une campagne pour convaincre un maximum de villes de se déclarer « abolitionnistes » (campagne ¿Quieres que tu ciudad se declare abolicionista?, « Veux-tu que ta ville se déclare abolitionniste ? »). Entre janvier et juillet 2010, cinq localités se sont ainsi déclarées opposées aux festivités taurines (Cangas, Vedra, Dodro, A Pobra do Brollón et Teo).
Dans les Asturies, l'opposition à la corrida est ancienne et profonde, puisqu'elle remonte au siècle des Lumières, et au pamphlet Pan y toros de 1786 (Pain et Taureaux, longtemps attribué à Gaspar Melchor de Jovellanos), parvenant à mobiliser en 1914 des milliers de personnes autour de la Sociedad Antiflamenquista Cultural y Protectora de Animales y Plantas, à Gijón. En juillet 2008, la municipalité de Castrillón s'est déclarée première localité anti-corrida de la principauté. Enfin, le Bloque por Asturias, parti politique des Asturies de tendance nationaliste, a présenté le 25 octobre 2010 une proposition de loi visant à interdire les spectacles taurins dans la principauté des Asturies, en déclarant que, « dans les Asturies du XXIe siècle, il n'y avait pas place pour les spectacles taurins ». Un débat s'ouvre ainsi dans les Asturies, qui prolonge celui qui a eu lieu en Catalogne. Pour le porte-parole du parti, Rafael Palacios, une société civilisée « est jugée non seulement selon la manière dont elle traite les personnes, mais également selon celle dont elle traite les animaux ». De leur côté, les partisans de la corrida aux Asturies font valoir les retombées économiques positives des spectacles taurins dont bénéficient les localités qui les organisent.
Aux îles Baléares, le Parlement, où siègent dans la majorité le Parti socialiste, Podemos, Més per Mallorca et Més per Menorca, adopte le 24 juillet 2017 une loi réglementant drastiquement les corridas, et interdisant notamment la mise à mort, l'utilisation de banderilles et de piques, l’entrée des moins de 18 ans et la vente de boissons alcoolisées. Fin novembre, le Tribunal constitutionnel admet le recours d'inconstitutionnalité présenté par le gouvernement central et décide par précaution de suspendre plusieurs dispositions de cette loi en attendant de statuer sur cette question. En mars 2018, il lève cette suspension, et la loi s'applique donc en attendant qu'il rende sa décision.

#### Autres
En 2024, le ministère de la Culture décide de ne pas remettre de Prix national de Tauromachie (es) et initie les démarches administratives pour le supprimer.

### En France

#### Cadre juridique
En France, c'est l'article 521-1 du code pénal qui définit le statut juridique des corridas, et en particulier son alinéa 7 qui rend l'alinéa 1 inapplicable dans certains territoires :
- alinéa 1 : « Le fait, publiquement ou non, d'exercer des sévices graves, ou de nature sexuelle, ou de commettre un acte de cruauté envers un animal domestique, ou apprivoisé, ou tenu en captivité, est puni de deux ans d'emprisonnement et de 30 000 euros d'amende. » ;
- alinéa 3 : « Les personnes physiques coupables des infractions prévues au présent article encourent également les peines complémentaires d'interdiction, à titre définitif ou non, de détenir un animal et d'exercer, pour une durée de cinq ans au plus, une activité professionnelle ou sociale dès lors que les facilités que procure cette activité ont été sciemment utilisées pour préparer ou commettre l'infraction. Cette interdiction n'est toutefois pas applicable à l'exercice d'un mandat électif ou de responsabilités syndicales. » ;
- alinéa 7 : « Les dispositions du présent article ne sont pas applicables aux courses de taureaux lorsqu'une tradition locale ininterrompue peut être invoquée. Elles ne sont pas non plus applicables aux combats de coqs dans les localités où une tradition ininterrompue peut être établie[213] ».

#### Débats
Le 8 juin 2004, la députée Muriel Marland-Militello (UMP) a déposé une proposition de loi à l'Assemblée nationale (2002-2007, 12e législature) « visant à interdire tous les sévices graves envers les animaux domestiques ou apprivoisés, ou tenus en captivité, susceptibles d’être exercés lorsqu’une tradition locale ininterrompue peut être invoquée ». Si cette proposition de loi était adoptée, la corrida deviendrait illégale sur la totalité du territoire français. 63 députés sur 577 ont donné leur soutien à cette proposition. Le même texte, signé cette fois par 47 députés, a fait l'objet d'une nouvelle proposition, identique, le 25 septembre 2007, quelques mois après le début de la 13e législature. Cette proposition n'a pas abouti.
Toujours au cours de la 13e législature (2007-2012), le « Groupe d'études sur la protection des animaux », dirigé par Geneviève Gaillard (PS) et Muriel Marland-Militello (UMP), a élaboré une proposition de loi, enregistrée le 13 juillet 2010, « visant à punir les sévices graves envers les animaux domestiques, apprivoisés, ou tenus en captivité, sans exception ». Rédigé d'une manière différente de celle utilisée par les rédacteurs de la proposition de loi de 2004, le nouveau texte, qui cite dans l'exposé de ses motifs les exceptions à l'article 521-1 du code pénal, dont bénéficient, grâce à son alinéa 7, les courses de taureaux en raison d'une « tradition locale ininterrompue », ainsi que les combats de coqs, propose toujours l'abrogation pure et simple de cet alinéa et des exceptions qui y sont accordées. Le texte, transpartisan, a recueilli la signature de 57 députés sur 577 : 44 UMP et apparentés, 6 PS et apparentés, 3 GDR, 2 Nouveau Centre et 2 non inscrits. Au sein de la même assemblée, le Groupe d'études sur la tauromachie ne s'est pas associé à cette proposition de loi, même si 11 de ses 43 membres figurent parmi les signataires.
Une étude sur la corrida en France a permis de contester son caractère traditionnel, en soulignant que ce caractère traditionnel, qui légitime aux yeux de beaucoup l'autorisation de la corrida en France, est largement une « légende dorée », « un mythe », installé depuis les décennies 1950-1960, avec la légalisation de 1951, la croissance numérique des courses et la couverture médiatique.
En octobre 2018, les représentants des sept plus grandes villes taurines confrontés « à une baisse de la fréquentation des arènes » et constatant que « la corrida est à bout de souffle dans de nombreuses villes », envisagent afin de la redynamiser de « réfléchir aux réponses tarifaires et aux changements de tempo » afin « de toucher un public plus jeune et plus nombreux ». Ces communes se sont également mises d’accord sur une réflexion pour faire évoluer le règlement taurin, avec « notamment en haut de la liste de changements potentiels, une réflexion sur la mise à mort, mais aussi sur la durée du spectacle. ».
Le député Aymeric Caron dépose en 2022 une proposition de loi visant à interdire la corrida, qu'il retire finalement et dont le texte avait été rejeté en commission des lois à l’Assemblée nationale.

### Dans l'Union européenne
Le désintérêt pour la corrida - qui n'implique pas nécessairement le souhait de l'interdire - actuellement majoritaire en Europe, en Espagne, en France, au Portugal, mais bien plus encore en Allemagne ou encore en Belgique, a été présent dès les tout premiers débats sur l'entrée de l'Espagne et du Portugal dans la Communauté économique européenne, dans les années 1980.
Les arguments soulevés alors à l'encontre de la corrida échouent les uns après les autres, par exemple lorsque l'Anglais Richard Cottrel soulève la question de la non-conformité de la corrida aux règles de l'abattage alimentaire ou celle des subventions accordées aux élevages de taureaux.
Les opposants à la corrida espèrent de l'Union européenne qu'au travers des directives mises en place dans le domaine du bien-être animal, la corrida soit un jour interdite, en particulier sous la pression des pays du Nord de l'Europe. Pour l'heure, l'Union européenne ne s'est pas engagée dans cette voie, puisque le traité d'Amsterdam du 2 octobre 1997 (protocole d'accord additionnel n° 10) a écarté l'application des règles portant sur le « respect du bien-être des animaux en tant que créatures douées de sensibilité » en cas de « tradition culturelle ».
Le 5 février 2014, l'Organisation des Nations unies, à travers un rapport de son Comité des droits de l'enfant, se prononce expressément contre la participation et la présence d'enfants à des manifestations de tauromachie, au motif que « la participation d'enfants et d'adolescents (garçons et filles) à des activités liées à la tauromachie constituait une violation grave des articles de la Convention relative aux droits de l'enfant. »

### Situation en Amérique

#### Particularités historiques de l'Amérique hispanique
L'attitude des différents pays de l'Amérique latine est historiquement assez hétérogène.
Le Mexique a toujours témoigné son intérêt pour la corrida, depuis la tenue de la première course de taureaux devant Hernán Cortés dès le mois d'août 1529, avec seulement une interruption à la suite de l'interdiction de la corrida en 1867, qui entraîne cependant la perte quasi totale des traditions du toreo « à l'espagnole » jusque vers la fin du XIXe siècle. La Colombie, de son côté, a une très forte tradition taurine, à Bogota, mais plus encore à Cali. La corrida est également bien implantée et populaire en Équateur, au Pérou, et même en Bolivie. Au Venezuela, l’afición pour la corrida se concentre essentiellement dans l'Ouest du pays.
Dans plusieurs petits pays d'Amérique centrale, tels que le Guatemala, le Nicaragua, le Costa Rica et le Panama, la corrida s'est également implantée, même si elle y est rare, et souvent sous des formes remaniées.
En revanche, l'implantation de la corrida ne s'est pas révélée durable dans les pays du « cône sud », c'est-à-dire en Uruguay, en Argentine, au Paraguay et au Chili.

#### Situation présente sur le continent américain

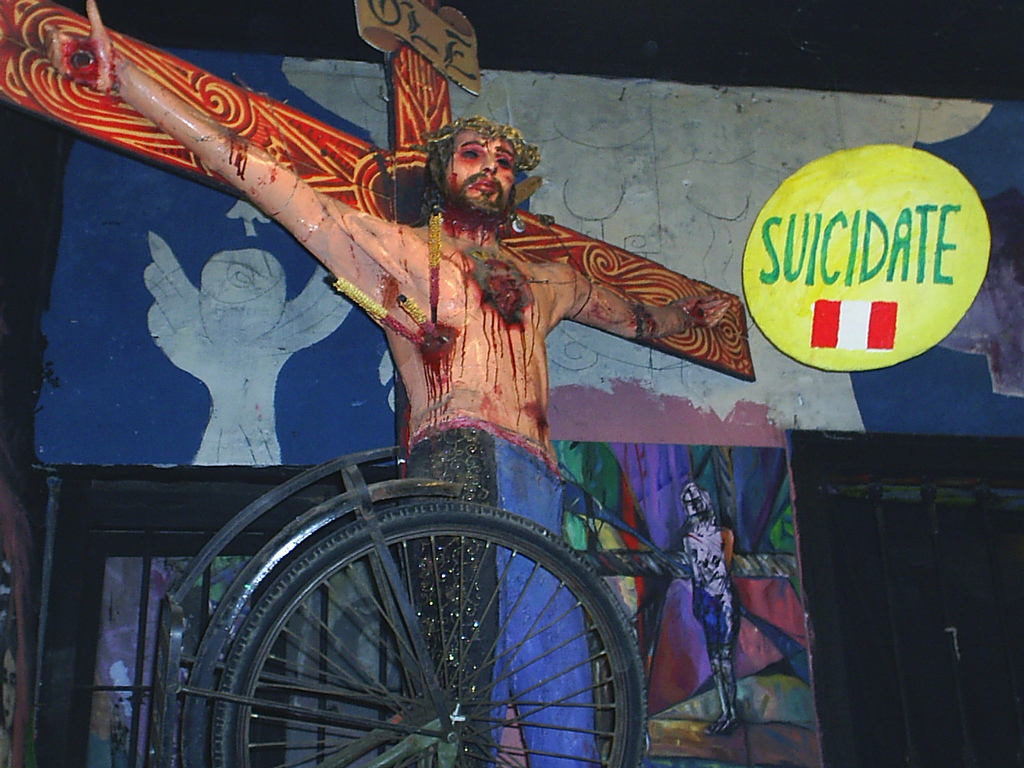
Christ « anti-corrida » au Pérou, porteur de banderilles. L'inscription traditionnelle INRI est remplacée ici par Olé. Un grand panneau jaune ovale sur la droite porte le mot Suicidate (« Suicide-toi »)

Les corridas, apparues en Uruguay en 1776, apportées par l'Espagne, ont été abolies par la loi uruguayenne en février 1912. Les corridas ont également été introduites en Argentine par l'Espagne, mais après l'indépendance de l'Argentine, cette industrie a énormément perdu de sa popularité, pour être abolie en 1899 par la loi 2786.
À Cuba, pendant la période coloniale, la corrida a également fait son apparition, mais elle a été abolie par les autorités militaires américaines, le 10 octobre 1899, avant la proclamation de l'indépendance du pays le 20 mai 1902. Cette abolition n'a pas été remise en cause après l'indépendance, malgré de nombreuses tentatives ultérieures pour réimplanter la corrida à Cuba, comme celles des 30 et 31 août 1947 à La Havane, qui ont d'ailleurs eu lieu sans banderilles ni piques ni mises à mort. Ces tentatives de réimplantation à Cuba de la corrida ont toutes échoué.
Au Mexique, des députés ont lancé en 2010 une consultation législative populaire pour abolir la corrida. Le résultat n'en sera connu qu'en 2011. Cette initiative est lancée alors que, selon un sondage de 2009, les Mexicains seraient très majoritairement favorables à l'abolition définitive de la corrida.
Au Nicaragua, la tauromachie a été purement et simplement interdite, par une loi de 2010 portant sur le bien-être animal, qu'il s'agisse d'animaux domestiques ou domestiqués. Cette loi a été votée à une large majorité par les députés. Des dérogations, dans certaines conditions, sont prévues pour les rodéos et les combats de coqs.
En Colombie, la loi de 1989 (qui protège les animaux contre la maltraitance) comporte une dérogation en faveur de certains spectacles comme les combats de coqs et la corrida. Cette dérogation, prévue par l'article 7 de la loi, a été attaquée pour inconstitutionnalité auprès de la Cour constitutionnelle. Le 30 août 2010, par six voix contre trois, la Cour a repoussé cette demande en se fondant sur la conservation des traditions culturelles du pays. Cependant, cette décision s'accompagne de cinq restrictions, parmi lesquelles la suppression de tout financement public pour la construction de nouvelles arènes consacrées à la corrida, ou encore son interdiction là où elle ne peut se prévaloir d'une tradition culturelle établie,,. Le vice-président de la Cour constitutionnelle, Juan Carlos Henao, a admis que l'objectif était d'envoyer un message à la société pour qu'elle s'efforce d'éliminer la célébration de ce genre d'évènements. Le 4 mai 2017, le ministre de l'Intérieur, Juan Fernando Cristo présente un projet de loi d'abolition de la corrida,. Après un premier débat, avec l'intervention du collectif Colombia Sin Toreo, il est examiné et approuvé à l'unanimité le 30 mai par la 7e commission de la Chambre des représentants. Il est approuvé en séance plénière de cette assemblée le 21 mars. Deux autres débats (7e commission du Sénat et séance plénière du Sénat) sont prévus avant l'éventuelle promulgation du projet de loi par le président de la République.
En Équateur, il est désormais (novembre 2010) interdit aux enfants de moins de 12 ans d'assister aux corridas. Une loi récente, la loi n°.-99 -40467-CNDHIG-2009-MGAO, a en effet été votée sous la pression des associations anti-corrida, qui interdit sur tout le territoire équatorien l'accès aux arènes aux enfants de moins de 12 ans.
Au Pérou, il existe plusieurs mouvements opposés à la corrida, tels que Perú Antitaurino (« Le Pérou contre la corrida »). Il existe aussi une association formée de catholiques Perú Amigo, qui compte parmi ses objectifs d'obtenir le retrait du nom de « Fête de Notre-Seigneur des miracles » (Feria del Señor de los Milagros) actuellement utilisé par la saison de corrida, la temporada d'octobre et de novembre qui se conclut à Acho.
D'autre part, la corrida « à l'espagnole » n'existe pas, ou alors de façon très exceptionnelle, au Canada, aux États-Unis, au Chili et au Brésil, malgré l'existence de jeux taurins très importants, en particulier des rodéos. Le Chili se distingue d'ailleurs des autres pays pratiquant le rodéo par l'adoption d'une forme très particulière de ce sport, le rodeo chileno, pratiqué là-bas depuis 400 ans, et déclaré « sport national » en 1962. Au Paraguay également, la corrida à l'espagnole n'existe pas ; en revanche, comme à Cuba, en Argentine ou en Uruguay, il s'y pratique un peu une forme de rodéo taurin.

## Fraudes et tricheries
Les adversaires de la corrida affirment que les taureaux font l’objet de manipulations frauduleuses. Les amateurs de tauromachie reconnaissent et déplorent également l’existence de telles manipulations.
Pour les anti-corridas, ces fraudes servent essentiellement à diminuer les risques pour le matador. Pour les aficionados, elles existent surtout afin d'assurer plus facilement un toreo spectaculaire.
Toutefois, il n'est pas certain que ces fraudes diminuent le risque du matador. Il existe effectivement des exemples de matadors tués par des taureaux « afeitados » (Manolete en 1947).

### Afeitado

#### Description

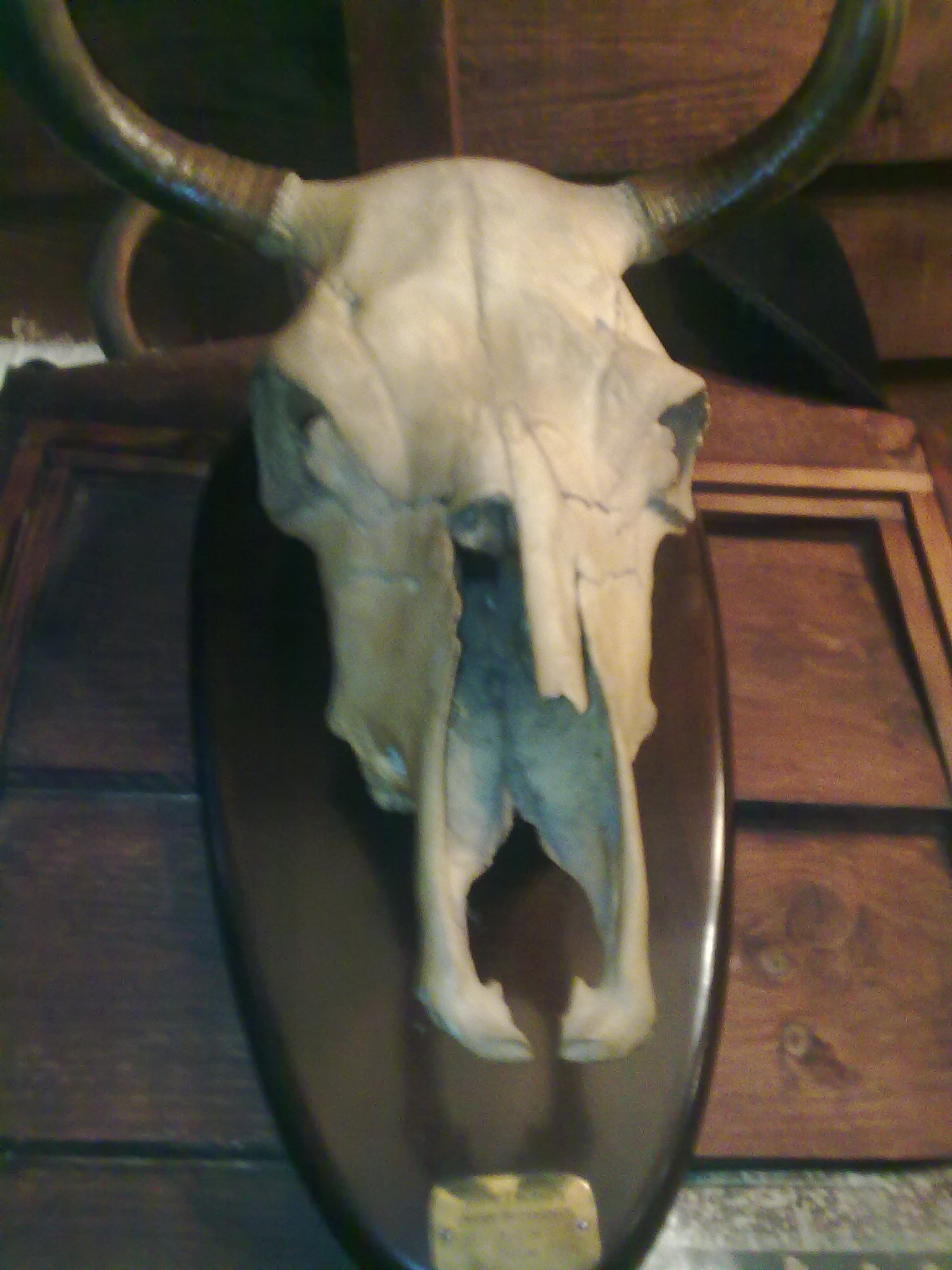
Crâne d’Islero, le taureau afeitado qui a tué Manolete en août 1947, à Linares.

L’afeitado est une pratique interdite, par le règlement taurin français comme par le règlement taurin espagnol. Elle consiste à scier l'extrémité des cornes, puis à les reformer. La pointe obtenue est ainsi moins acérée que l'ancienne. Cette pratique condamnée par tous, mais toujours présente (comme l'attestent les contrôles de l'UVTF), peut perturber le sens spatial du taureau tout en réduisant son agressivité.
Selon les anti-corridas, l’afeitado sert à réduire les risques pour le matador. Toutefois, les aficionados rapportent que les blessures des toreros sont tout aussi graves, que le taureau soit afeitado ou pas. Ainsi Domingo Ortega dans les années 1930, a reçu sa plus grave blessure d'un taureau « afeité ». Selon l'ancien matador André Viard, l’afeitado sert surtout à rassurer psychologiquement les toreros : « plus que les deux ou trois millimètres tout à fait symboliques que l’on a fait disparaître, ce sont les angoisses du torero que l’on a gommées, voire son imagination que l’on a afeitée ! ».
Dans certains cas, un afeitado peut être pratiqué chez le tout jeune taureau à titre préventif, pour éviter que ses cornes ne puissent prendre une forme jugée comme dangereuse.
Une intervention qui ne toucherait que la partie cornée, appelée « diamant », serait indolore à ce niveau, car la substance est morte (à la manière des ongles humains), et les aficionados affirment que l'opération se limite bien à la partie insensible des cornes. En pratique cependant, l’afeitado peut dissuader le taureau d'utiliser pleinement des cornes endolories, tout en faussant son sens spatial, comme un escrimeur dont le « fleuret serait subitement raccourci ». En effet, l’afeitado est effectué juste avant la corrida, de façon à ne pas permettre au taureau de s'habituer à la nouvelle longueur de ses cornes et de retrouver ses repères. D'autre part, l'opération de sciage est brutale, et entraîne de violentes réactions de la part du taureau, qui peuvent occasionner des déchirures musculaires. Enfin, la proximité du nerf peut en tout état de cause rendre les cornes douloureuses et diminuer considérablement l'agressivité de l'animal.

#### Contrôlesantiafeitado
En Espagne, les contrôles post-mortem sur l’afeitado ont été mis en place dès février 1953, à la suite du scandale provoqué par les révélations au journal ABC, concernant le caractère systématique de cette fraude dans les corridas d'alors.
En France, l'UVTF (Union des villes taurines françaises) sanctionne de deux ans d'interdiction l'éleveur en cas d’afeitado avéré. Mais toutes les villes ne sont pas adhérentes de l'UVTF – ainsi Nîmes, la principale place taurine en France, ne fait pas partie de l'UVTF.
Des analyses sont réalisées sur les cornes dont l'apparence permet de soupçonner l’afeitado. Le Règlement taurin municipal de l’UVTF, article 52, prescrit que, « si l'état des armures de certains animaux permet de supposer qu'une manipulation frauduleuse est intervenue, la Commission taurine extra-municipale (CTEM, obligatoirement constituée par chaque ville adhérant à l'UVTF) en avisera le Maire afin que celui-ci puisse décider d'une éventuelle saisie des cornes suspectes, en vue de leur examen ».
Aucune analyse n'est faite sur les cornes que rien ne permet de suspecter.
En 2007, l'expertise de l’Union des villes taurines françaises a porté sur 62 paires de cornes ; le rapport correspondant fait apparaître que 24 d'entre elles, soit 38,7 %, se sont avérées « non conformes », faisant apparaître une perte de matière sur au moins une corne des taureaux expertisés. En 2008, l'examen a porté sur 60 paires de cornes ; la conclusion du rapport correspondant indique que 23 % des résultats se sont avérés « non conformes ». En 2009, l'expertise a porté sur 58 paires de cornes, et la conclusion du rapport indique que 27,6 % des résultats se sont avérés « non conformes ».
Cependant, outre le fait que le contrôle n'est pas systématique, le point faible du système tient à l'indépendance de ces contrôles et des sanctions décidées en cas de fraude : c'est en effet l'UVTF qui décide des sanctions à appliquer, étant alors en quelque sorte juge et partie, puisque ce sont les villes taurines qui organisent les corridas, avec d'importants enjeux financiers. D'autre part, le prélèvement des cornes est effectué par les vétérinaires de l'AFVT, l’Association française des vétérinaires taurins, qui peuvent également être vétérinaires-conseils de l'organisateur, créant dans ce cas un conflit d'intérêts. Une vérification de l'absence de tels conflits d'intérêts est donc indispensable pour l'indépendance des contrôles.

### Tricheries dans l'arène
Si l’afeitado est la forme de fraude la plus répandue en dehors de l'arène, il en existe, ou en a existé, bien d'autres, qui peuvent avoir lieu dans l'arène. On peut citer par exemple l'usage de drogues (autrefois appelées « chocolat » dans le monde taurin), visant à calmer le taureau ou les chevaux des picadors. Ce peuvent être aussi des coups répétés assénés sur l'échine du taureau avant son entrée dans l'arène, de façon à l'affaiblir. De façon analogue, le président de l'ordre des vétérinaires espagnols dénonce en 1989 l'utilisation de sacs de sable, lancés « pour [écraser] la colonne vertébrale quelques heures à peine avant la corrida ».
Mais surtout, un certain nombre de pratiques de la part des picadors expliquent l'importance des blessures constatées sur le taureau post mortem, importance incompréhensible autrement. En effet, la pique, de 2,55 à 2,70 mètres au total, se termine par la puya, sorte de pyramide affûtée à la pierre à eau, comme un rasoir, mais ne mesurant que 1,9 cm de base sur 2,9 cm d'arête (selon le Reglamento Taurino Nacional), et dont la hauteur est par conséquent de 2,7 cm.
Derrière cette pointe se trouve un « butoir », le tope, pièce de bois recouverte de corde encollée, de 3 cm de diamètre à sa base et de 6 cm de long, mais qui n'arrête rien et prolonge en fait la pointe (dont la longueur totale est par suite de 8,7 cm) jusqu'au « croisillon » d'acier (la cruceta). Les bras de cette cruceta sont cylindriques et mesurent chacun 5 cm de long, avec un diamètre de 8 mm ; ils sont perpendiculaires à la pique et bloquent en principe la pénétration de celle-ci à leur niveau,. Les plaies causées par la pique devraient donc en théorie ne jamais excéder ces 8,7 cm. Or elles sont profondes de 20 cm en moyenne et peuvent atteindre jusqu'à 30 cm.
Cela est lié aux tricheries employées par les picadors, contraires à la tradition taurine, et d'ailleurs interdites par le Règlement taurin de l'UVTF pour plusieurs d'entre elles, désavouées par les vrais aficionados, mais jamais sanctionnées en pratique. Ces tricheries sont en particulier :
- la technique du « marteau-piqueur » ou du « pompage » (en espagnol, mete y saca), mouvement d'aller-et-retour de la pique (jusqu'à plus de vingt fois pour une même insertion de pique) selon le principe du marteau-piqueur[271],[11]. Cette technique permet, par ces rapides attaques successives, de faire pénétrer la pique bien au-delà des 8,7 cm théoriques, en utilisant alors la cruceta pour comprimer la chair du taureau sous le poids du picador et pénétrer plus profondément. Outre la profondeur accrue de la blessure, ce mouvement de marteau-piqueur permet également de multiplier les trajectoires de l'arme : lors de l'application d'une seule pique, on a pu relever ainsi jusqu'à cinq trajectoires différentes[11]. La technique du « marteau-piqueur » n'est nommément interdite ni dans le règlement de l'UVTF, ni dans le règlement national espagnol ;
- le barrenado, appelé « vrille » en français, technique consistant à utiliser la pique comme une sorte de tire-bouchon pour en accroître l'efficacité et les dégâts provoqués[11].
- la carioca, qui consiste à bloquer le taureau pour lui interdire toute possibilité de se dégager[271], de façon à prolonger le « châtiment », et donc à aggraver ses blessures[273]. Comme le barrenado, la carioca est expressément interdite par le règlement de l'UVTF et le règlement national espagnol[274] ;
- le planter de la pique très en arrière du morillo : il est rare aujourd'hui que le picador applique sa pique à l'endroit prévu. La plupart du temps, la pique pénètre non pas la partie musclée et peu innervé prévue par les canons taurins, mais des parties du corps situées bien en arrière, risquant alors de causer une blessure irrémédiablement invalidante[273]. Cet « oubli » du fait que la pique doit être appliquée dans le morillo donne lieu à la désapprobation d'autant plus nette des aficionados que l'un des buts du tercio de pique est alors manqué, qui est de faire baisser la tête du taureau. Or cela ne peut être obtenu qu'en endommageant les muscles qui contrôlent les mouvements du cou, situés justement dans le morillo[275], comme le demande d'ailleurs le règlement taurin français[276] ; cependant, l'article correspondant du règlement national espagnol, lui, ne précise plus que le taureau doive obligatoirement être piqué dans le morillo[274].